# سان أنطونيو سبرز
سان أنطونيو سبرز (بالإنجليزية: San Antonio Spurs)‏ هو نادي كرة سلة من سان أنطونيو، تكساس، الولايات المتحدة الأمريكية. يلعب في الدوري الأمريكي لكرة السلة للمحترفين.
تأسس نادي سان أنطونيو سبرز عام 1967، وانضم إلى اتحاد الرابطة الوطنية لكرة السلة الأمريكي في عام 1976. قبل مسماه الحالي، كان الفريق يدعى «دالاس شابارولز» (Dallas Chaparrals) في الفترة بين 1967 (عام تأسيسه) و1973، حين اتخذ اسم «سان أنطونيو سبرز». يعد الفريق الوحيد من مدينة سان أنطونيو بولاية تكساس الذي يلعب في أحد الدوريات الرياضية الكبرى في الولايات المتحدة. ألوان الفريق هم: الأسود، والفضي، والأبيض.
توتنهام هو واحد من أربعة فرق سابقة لاتحاد كرة السلة الأمريكية (الرابطة الأمريكية لكرة السلة) بقيت على حالها في الدوري الاميركي للمحترفين بعد اندماج الرابطة الأمريكية لكرة السلة وإن بي إيه  وهو فريق الرابطة الأمريكية لكرة السلة السابق الوحيد الذي فاز ببطولة الدوري الاميركي للمحترفين. فاز الامتياز ببطولات الدوري الاميركي للمحترفين في 1999 و 2003 و 2005 و 2007 و 2014. اعتبارًا من موسم 2019-20، حقق توتنهام أعلى نسبة فوز بين امتيازات إن بي إيه النشطة. اعتبارًا من مايو 2017، حصل توتنهام على أفضل نسبة فوز من أي امتياز في البطولات الرياضية الاحترافية الكبرى في الولايات المتحدة وكندا على مدى العقود الثلاثة الماضية. من 1999-2000 إلى 2016-17، فاز توتنهام في 50 مباراة كل موسم،  مسجلاً رقماً قياسياً من 18 موسماً متتالياً من 50 فوزاً. في موسم 2018-19، تطابق توتنهام مع رقم قياسي في الدوري الاميركي للمحترفين في معظم المباريات الفاصلة المتتالية بـ 22 مباراة. تزامن نجاح الفريق مؤخرًا مع فترة عمل المدرب الحالي جريج بوبوفيتش  ومع المسيرة المهنية لرموز توتنهام ديفيد روبنسون (1989-2003) وتيم دنكان (1997-2016).

## توتنهام في سان انطونيو
لاعبو توتنهام هم أعضاء نشيطون في مجتمع سان أنطونيو، ولا يزال العديد من توتنهام السابق نشطين في سان أنطونيو بما في ذلك ديفيد روبنسون من أكاديمية كارفر  وجورج جيرفين من مركز جورج جيرفين للشباب. وضع توتنهام العديد من سجلات الحضور في الدوري الاميركي للمحترفين أثناء اللعب في ملعب ألامودومي بما في ذلك أكبر جمهور على الإطلاق لمباراة نهائيات الدوري الاميركي للمحترفين في عام 1999،  ويواصل توتنهام بيع مركز أي تي & تيالأصغر (مركز ٍسي بي سي سابقًا) بشكل منتظم. منذ عام 2003، تم إجبار الفريق على القيام برحلة برية ممتدة معظم شهر فبراير منذ أن يستضيف مركز أي تي & تيمعرض عرض سان أنطونيو للأوراق المالية وروديو.
خلال ذلك الشهر. يُعرف هذا بشكل غير رسمي باسم «رحلة روديو رود». سجل توتنهام باستمرار أرقامًا قياسية فائزة على الطريق خلال هذه الفترة، بما في ذلك أطول رقم قياسي في الدوري الاميركي للمحترفين (إن بي إيه) في سلسلة انتصارات متتالية (ثماني مباريات من أصل تسعة، تم تحقيقها في عام 2003). عندما فاز توتنهام بلقب الدوري الاميركي للمحترفين، كانت مسيرات انتصار الفريق عبارة عن رحلات بالقوارب في ممشى نهر سان أنطونيو.

## تاريخ الامتياز

### 1967-1973: البدايات باسم دالاس / تكساس تشابارال
بدأ سان أنطونيو سبيرز باسم دالاس شابارال من النسخة الأصلية لاتحاد كرة السلة الأمريكي (الرابطة الأمريكية لكرة السلة). كان فريق دالاس تشابارال، الذي دربه اللاعب / المدرب كليف هاغان، واحدًا من 11 فريقًا شاركوا في الموسم الافتتاحي لفريق الرابطة الأمريكية لكرة السلة المبتدئ. كان الموسم الثاني لفريق تشابس محبطًا بعض الشيء، حيث أنهى الفريق المركز الرابع برقم قياسي متوسط 41-37. في التصفيات، سقط تشابارال بسرعة أمام نيو أورلينز القراصنة. عانى الفريق من ضعف الحضور وعدم الاهتمام العام في دالاس. في الواقع، خلال موسم 1970–71، تم إسقاط اسم «دالاس» لصالح «تكساس» وتم إجراء محاولة لجعل الفريق فريقًا إقليميًا، ولعب مباريات في فورت وورث، في مركز مؤتمرات مقاطعة تارانت، وكذلك لوبوك، في مدرج بلدية لوبوك، لكن هذا أثبت فشله وعاد الفريق بدوام كامل إلى دالاس في الوقت المناسب لموسم 1971-72، وقسموا مبارياتهم في مودي كوليسيوم ودالاس كونفينشن سنتر أرينا.

### 1973-1976: الانتقال إلى سان أنطونيو

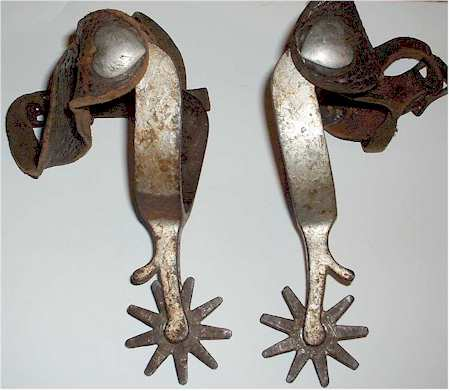
اسم الفريق مشتق من spur، وهي أداة معدنية مصممة ليتم ارتداؤها على كعوب أحذية رعاة البقر لغرض التحكم في حركة الحصان واتجاهه.

بينما كان Chaparrals ناجحين بشكل متواضع في الملعب، كانوا يغرقون مالياً في موسمهم الثالث. كانت الصعوبات المالية ناجمة إلى حد كبير عن رفض مجموعة الملكية استثمار الكثير من الأموال في الفريق. بعد الغياب عن التصفيات للمرة الأولى في وجودهم في موسم 1972-1973، أراد جميع الملاك تقريبًا الخروج. توصلت مجموعة من 36 رجل أعمال في سان أنطونيو - بقيادة أنجيلو دروسوس، وجون شايفر، وريد ماكومبس - إلى صفقة «إقراض وإيجار» مع مجموعة ملكية دالاس. قام دروسوس ومجموعته بتأجير الفريق لمدة ثلاث سنوات مع خيار الشراء. سُمح لهم بنقل الفريق إلى سان أنطونيو على الفور، لكنهم سيعيدون الفريق إلى دالاس إذا لم يتم الشراء بحلول عام 1975.[بحاجة لمصدر]
بعد توقيع الصفقة، تمت إعادة تسمية الفريق باسم سان أنطونيو غانسلينغرز. ومع ذلك، قبل أن يلعبوا أي لعبة، تم تغيير الاسم إلى توتنهام. تم تغيير الألوان الأساسية للفريق من الأحمر، والأبيض، والأزرق من Chaparrals إلى الأسود، والفضي، والأبيض المألوف الآن لتوتنهام، مع تفعيل العلامة التجارية لموسم 1973-1974. في مباراتهم الأولى على هيميس فير ارينا.
، خسر توتنهام أمام فريق سان دييغو سايلز
على الرغم من جذب حشد صاخب من 6000 معجب. كان الدفاع الخانق هو العلامة التجارية للفريق، حيث حملوا خصومهم على أقل من 100 نقطة في سجل الرابطة الأمريكية لكرة السلة 49 مباراة. قاد توتنهام المخضرم جيمس سيلاس، وأصبح الفريق أقوى من خلال الاستحواذ على سوين ناتر
(الذي سيواصل الفوز بجائزة Rookie of the Year) جورج غرفين
من فيرجينيا سكوايرز في يناير. حاول الرابطة الأمريكية لكرة السلة وقف صفقة Gervin، بدعوى أنها تضر بالدوري. ومع ذلك، حكم القاضي لصالح توتنهام وظهر جيرفين لأول مرة في توتنهام في 7 فبراير 1974. أنهى توتنهام موسمه الافتتاحي تحت تلك اللافتة بسجل 45-39، وهو جيد للمركز الثالث في القسم الغربي. في التصفيات، هزم الفريق من قبل إنديانا بيسرز في سبع مباريات في الدور الأول. احتضنت سان أنطونيو توتنهام بأذرع مفتوحة؛ اجتذب توتنهام 6303 مشجعًا في المباراة الواحدة، متجاوزًا إجمالي حضور تشابارالز في 18 مباراة فقط. عرف Drossos و Schaefer و McCombs ضربة هاربة عندما رأوها. بعد عام واحد فقط، مارسوا خيارهم لتمزيق عقد الإيجار، وشراء الامتياز بالكامل والحفاظ على الفريق في سان أنطونيو إلى الأبد. سرعان ما جعل الفريق نفسه على أرضه في HemisFair Arena، حيث لعب أمام حشود كبيرة وصاخبة بشكل متزايد. على الرغم من البداية المحترمة 17-10 خلال موسم 1974-75، تم طرد المدرب توم نيسالك لأن ملكية الفريق سئمت من أسلوب اللعب البطيء لتوتنهام. تم استبداله ببوب باس، الذي قال، «أعتقد أنه لا يمكنك إلقاء هجوم محدد على فريق محترف آخر لمدة 48 دقيقة. عليك أن تسمح لهم بلعب بعض كرة السلة في فناء المدرسة». أخذ جيرفين وسيلاس هذا الأسلوب على محمل الجد، حيث أصبح توتنهام فريقًا مثيرًا للكسر السريع. أنهى الفريق الموسم برقم قياسي 51-33 وانتهى في المركز الثاني في الغرب. في التصفيات، سقط توتنهام أمام بيسرز في ست مباريات.[بحاجة لمصدر] على الرغم من أن نجاح الملحق قد يراوغ الفريق قبل الاندماج، إلا أن توتنهام وجد نفسه فجأة بين أفضل الفرق في الرابطة الأمريكية لكرة السلة. علاوة على ذلك، فإن أرقام حضورهم المبهرجة جعلتهم جذابة للغاية بالنسبة إلى الدوري الاميركي للمحترفين، على الرغم من أن سان أنطونيو، كما هو الحال الآن، كانت سوقًا متوسطة الحجم. على الرغم من أن سان أنطونيو كان بها أكثر من 650 ألف شخص في ذلك الوقت (ومنذ ذلك الحين نمت لتصبح سابع أكبر مدينة في الولايات المتحدة)، لم تكن الضواحي والمناطق الريفية المحيطة أكبر بكثير من المدينة نفسها.[بحاجة لمصدر]
في يونيو 1976، تم الاندماج بين الرابطة الأمريكية لكرة السلة وإن بي إيه، مما أدى إلى نقل الامتياز الرياضي الاحترافي الوحيد لسان أنطونيو إلى دوري جديد. انضم توتنهام ودنفر ناجتس وإنديانا بيسرز ونيويورك نتس إلى الدوري الاميركي للمحترفين لموسم 1976-77. وافق توتنهام وفرق الرابطة الأمريكية لكرة السلة الثلاثة الأخرى المضافة في عملية الدمج على الدفع لمالكي فريقين قويين آخرين من فرق الرابطة الأمريكية لكرة السلة تم طيهما بدلاً من الانضمام إلى الدوري الاميركي للمحترفين. جون واي.براون الابن، مالك كنتاكي كولونيلز، تلقى 3 دولارات مليون دولار، الذي استخدمه لشراء بوفالو بريفز من الدوري الاميركي للمحترفين ولاحقًا بوسطن سيلتيكس، بعد بيع حارس النجم لوي دامبير إلى توتنهام. تلقى مالكو سبيرتس أوف سانت لويس جزءًا من جميع أرباح التلفزيون خلال فترة عملهم في إن بي إيه، والتي بلغت ما يقرب من سُبع ربح سبيرز التلفزيوني كل عام. وضعت هذه الاتفاقية ضغطًا ماليًا خاصًا على توتنهام وفرق الرابطة الأمريكية لكرة السلة الثلاثة الباقية المتبقية. في عام 2014، بعد 38 عامًا من اكتمال الاندماج، توصل مالكو شركة Spirits إلى اتفاق مع إن بي إيه لإنهاء المدفوعات الدائمة والحصول على مبلغ إجمالي قدره 500 دولار. مليون بدلاً من ذلك.

### 1976-1985: عهد جورج جيرفن

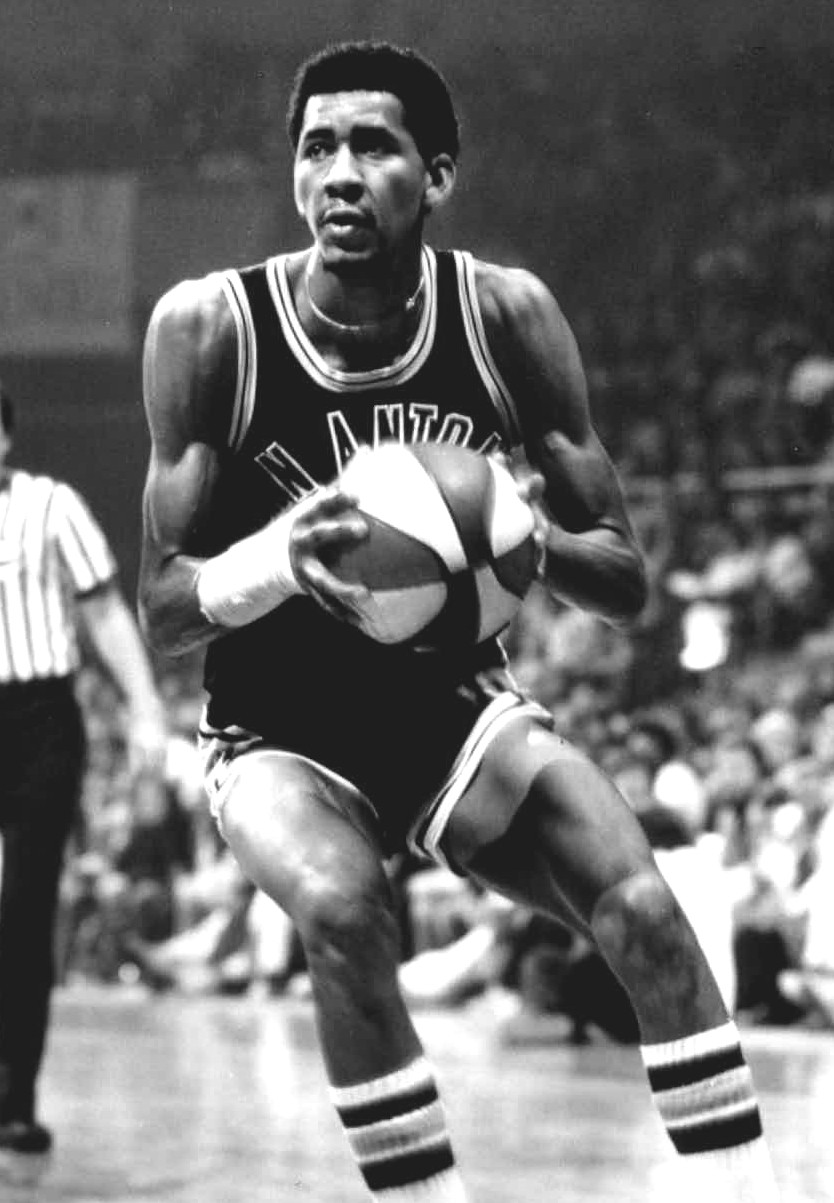
عمل جورج جيرفين كقطعة أساسية لفريق توتنهام لما يقرب من عقد بين عامي 1976 و 1985

على الرغم من وجود بعض الشكوك الأولية في دوائر الدوري فيما يتعلق بالنجاح المحتمل ومستويات المواهب لفرق الرابطة الأمريكية لكرة السلة القادمة، إلا أن توتنهام سيثبت أنه يستحق إدراج الدوري الاميركي للمحترفين خلال موسم 1976–77 بسجل 44-38، وهو أمر جيد للتعادل في المركز الرابع المركز العام في المؤتمر الشرقي. تم ذلك على الرغم من العوائق الكبيرة التي فرضتها الدوري الاميركي للمحترفين على فرق الرابطة الأمريكية لكرة السلة القادمة، مما حد من اختياراتهم المسودة وعائدات التلفزيون خلال وقتهم المبكر في الدوري المدمج. اكتسبوا منافسًا جديدًا في شكل هيوستن روكتس، الذي لعب في تكساس لمدة خمس سنوات قبل الاندماج.
خلال موسم 1977-78، قاتل جيرفين ديفيد طومسون من دنفر ناجتس طوال العام للحصول على لقب الدوري الاميركي للمحترفين. في اليوم الأخير من الموسم، تقدم طومسون بتسجيله 73 نقطة في مباراة بعد الظهر ضد ديترويت بيستونز. في تلك الليلة علم جيرفن أنه بحاجة إلى 58 نقطة ضد الجاز في نيو أورلينز. بدأ جيرفين بداية جيدة بتسجيله 20 نقطة في الربع الأول. في الثانية، سجل Gervin رقما قياسيا في فترة واحدة برصيد 33 نقطة. في وقت مبكر من الشوط الثالث، سجل جيرفين 58 نقطة في طريقه إلى 63 ليحصد لقب التهديف. بينما كان جيرفين يضيء لوحة النتائج، كان توتنهام يفوز بالقسم المركزي برقم قياسي 52-30. ومع ذلك، في التصفيات، تفاجأ توتنهام في ست مباريات من قبل واشنطن بوليتس على الرغم من سلسلة رائعة من جيرفين الذي بلغ متوسطه 33.2 نقطة في المباراة الواحدة. في الموسم التالي في نهائيات المؤتمر عام 1979، قاد توتنهام سلسلة 3-1 لكن الرصاص عاد ليفوز بالمباريات الثلاث الأخيرة وعاد من الخلف ليفوز بالمباراة السابعة 107-105 مما منح توتنهام خسارة مفجعة. سيتعين على توتنهام الانتظار 20 عامًا أخرى للوصول إلى نهائيات الدوري الاميركي للمحترفين. سيستمر توتنهام في الحصول على خمسة ألقاب في الأقسام في أول سبع سنوات لهم في الدوري الاميركي للمحترفين وأصبح مشاركًا دائمًا في المباراة الفاصلة. ومع ذلك، في التصفيات، لم يتمكن توتنهام من الحصول على استراحة، وخسر أمام فرق مثل واشنطن بوليتس، وبوسطن سيلتيكس، وهيوستن روكتس، ولوس أنجلوس ليكرز.
مع تقدم الثمانينيات، سيرى توتنهام أن حصصهم من الارتفاعات والانخفاضات. في المواسم القليلة الأولى من العقد، واصل توتنهام نجاحه في السبعينيات مع تسجيل 52-30 في 1980-81 (في ذلك الموسم، تم نقل توتنهام إلى قسم الغرب الأوسط في المؤتمر الغربي)، 48–34 في 1981-82 و 53-29 في 1982-83. على الرغم من نجاحهم في الموسم العادي، لم يتمكن توتنهام من الفوز بأي من بطولات الدوري الاميركي للمحترفين، حيث خسر في التصفيات الغربية للمؤتمر أمام هيوستن روكتس في الجولة الأولى من 1981 ولوس أنجلوس ليكرز في أربع مباريات 1982 وفي ست مباريات في 1983 النهائيات الغربية على الرغم من فوزها في المنتدى في سلسلة 1983. خسروا كل مباراة على أرضهم في كلا السلسلتين عامي 1982 و 1983 ضد ليكرز مثل ماجيك جونسون وكريم عبد الجبار ورفاقه. كانت قوية جدا. لم يصل توتنهام إلى نهائيات المؤتمر حتى عام 1995. على الرغم من نجاحهم في الموسم العادي، لم يتمكن توتنهام من الفوز بأي من بطولات الدوري الاميركي للمحترفين، حيث خسر في التصفيات الغربية للمؤتمر أمام هيوستن روكتس في الجولة الأولى من 1981 ولوس أنجلوس ليكرز في أربع مباريات 1982 وفي ست مباريات في 1983 النهائيات الغربية على الرغم من فوزها في المنتدى في سلسلة 1983. خسروا كل مباراة على أرضهم في كلا السلسلتين عامي 1982 و 1983 ضد ليكرز مثل ماجيك جونسون وكريم عبد الجبار ورفاقه. كانت قوية جدا. لم يصل توتنهام إلى نهائيات المؤتمر حتى عام 1995.

### 1985-1989: سنوات صعبة
كانت المواسم الأربعة التالية وقتًا مظلمًا في تاريخ توتنهام حيث سجل الفريق رقماً قياسياً بلغ 115-213 من 1985–86 حتى 1988–89. غالبًا ما تسببت المواسم الخاسرة وتضاؤل الحضور في ذكر توتنهام كمرشح محتمل للانتقال إلى مدينة أخرى. كانت النقطة المضيئة الوحيدة خلال هذه الفترة هي حصول توتنهام على أفضل اختيار في مسودة الدوري الاميركي للمحترفين عام 1987 من خلال مشروع يانصيب الدوري الاميركي للمحترفين. استخدم توتنهام هذا الاختيار على ديفيد روبنسون المتميز في الأكاديمية البحرية الأمريكية. على الرغم من صياغة روبنسون في عام 1987، كان على توتنهام الانتظار حتى موسم 1989-90 لرؤيته يرتدي زي توتنهام بسبب التزامه السابق لمدة عامين بالخدمة في البحرية الأمريكية. يبدو أن توتنهام وصل إلى القاع في 1988-89 مع رقم قياسي بلغ 21-61، وهو الأسوأ في تاريخ الامتياز في ذلك الوقت. ومع ذلك، كان موسم 1989-90 ملحوظًا لعدة أسباب. كان هذا هو الموسم الأول للملكية الكاملة لـ ريد ماكومبس، الذي كان مستثمرًا أصليًا في الفريق وساعد في ترسيخ الملكية المحلية للفريق. بالإضافة إلى ذلك، ظهر موسم 1988-89 لأول مرة لاري براون كمدرب توتنهام الذي انتقل إلى سان أنطونيو بعد فوزه الرابطة الوطنية لرياضة الجامعات الوطنية مع كانساس في عام 1988.

### 1989-1997: عصر ديفيد روبنسون

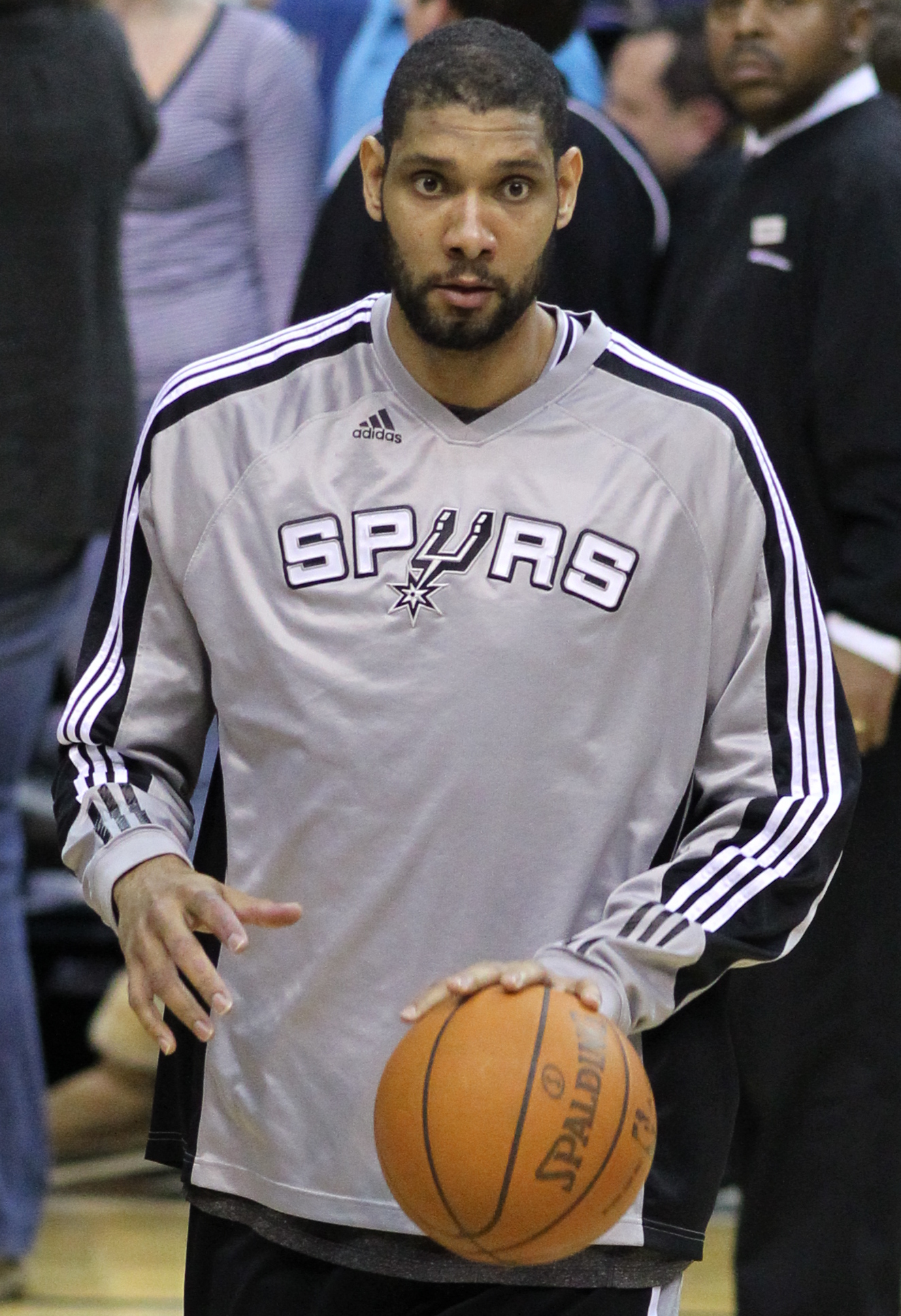
كانت صياغة تيم دنكان في عام 1997 نقطة تحول في تاريخ توتنهام.

على الرغم من وجود تكهنات بأن روبنسون قد يختار عدم التوقيع مع توتنهام وأن يصبح عميلًا حرًا بمجرد انتهاء التزامه بالبحرية،  قرر روبنسون في النهاية القدوم إلى سان أنطونيو لموسم 1989-90. بينما كان يعتقد أن وصول روبنسون سيجعل توتنهام محترمًا مرة أخرى، لم يتوقع أحد ما حدث في موسم المبتدئين. بقيادة روبنسون، 1989، المجند شون إليوت من أريزونا، والاستحواذ التجاري تيري كامينغز من ميلووكي باكس، حقق توتنهام أكبر تحول في موسم واحد في تاريخ الدوري الاميركي للمحترفين، حيث أنهى الرقم القياسي 56-26. لقد قفزوا أيضًا على طول الطريق إلى المركز الأول في قسم الغرب الأوسط، وهو لقبهم الأول في الدرجة منذ سبع سنوات. كان لدى روبنسون أحد أكثر المواسم المبتدئة نجاحًا بالنسبة للمركز في تاريخ الدوري الاميركي للمحترفين، حيث أنهى الموسم كأفضل لاعب جديد في العام بينما بلغ متوسطه 24.3 نقطة و 12.0 كرة مرتدة. بدأ توتنهام التسعينيات بتفاؤل كبير. أصبح الفريق حضورًا دائمًا في المباراة الفاصلة، على الرغم من عدم تمكنه من التقدم أكثر من الجولة الثانية من تصفيات الدوري الاميركي للمحترفين تحت وصاية براون. في أواخر موسم 1991-1992، طرد مكومبس براون واستبدله ببوب باس للفترة المتبقية من الموسم. بدون ديفيد روبنسون سليم، خرج توتنهام من الدور الأول من التصفيات من قبل فينيكس صنز. احتل مكومبس عناوين الصحف الوطنية خلال صيف عام 1992 مع تعيين المدرب جامعة نيفادا، لاس فيغاس جيري تاركانيان. أثبتت تجربة تاركانيان فشلها، حيث أطلق المدرب 20 مباراة في موسم 1992-93 وسجل توتنهام الرقم القياسي 9-11. بعد أن ملأ ريكس هيوز حذاء التدريب لمباراة واحدة، تم تعيين جون لوكاس المخضرم في الدوري الاميركي للمحترفين مدربًا رئيسيًا. كانت هذه أول مهمة تدريب لوكاس في الدوري الاميركي للمحترفين، على الرغم من أنه حصل على تقدير في دوائر الدوري لنجاحه في مساعدة لاعبي الدوري الاميركي للمحترفين على إعادة التأهيل من تعاطي المخدرات. بدأ عصر لوكاس بنجاح. دفع تدريبه الفريق إلى إنهاء 39-22 على مدار بقية الموسم العادي، ووصل الفريق إلى الدور نصف النهائي من المؤتمر الغربي.

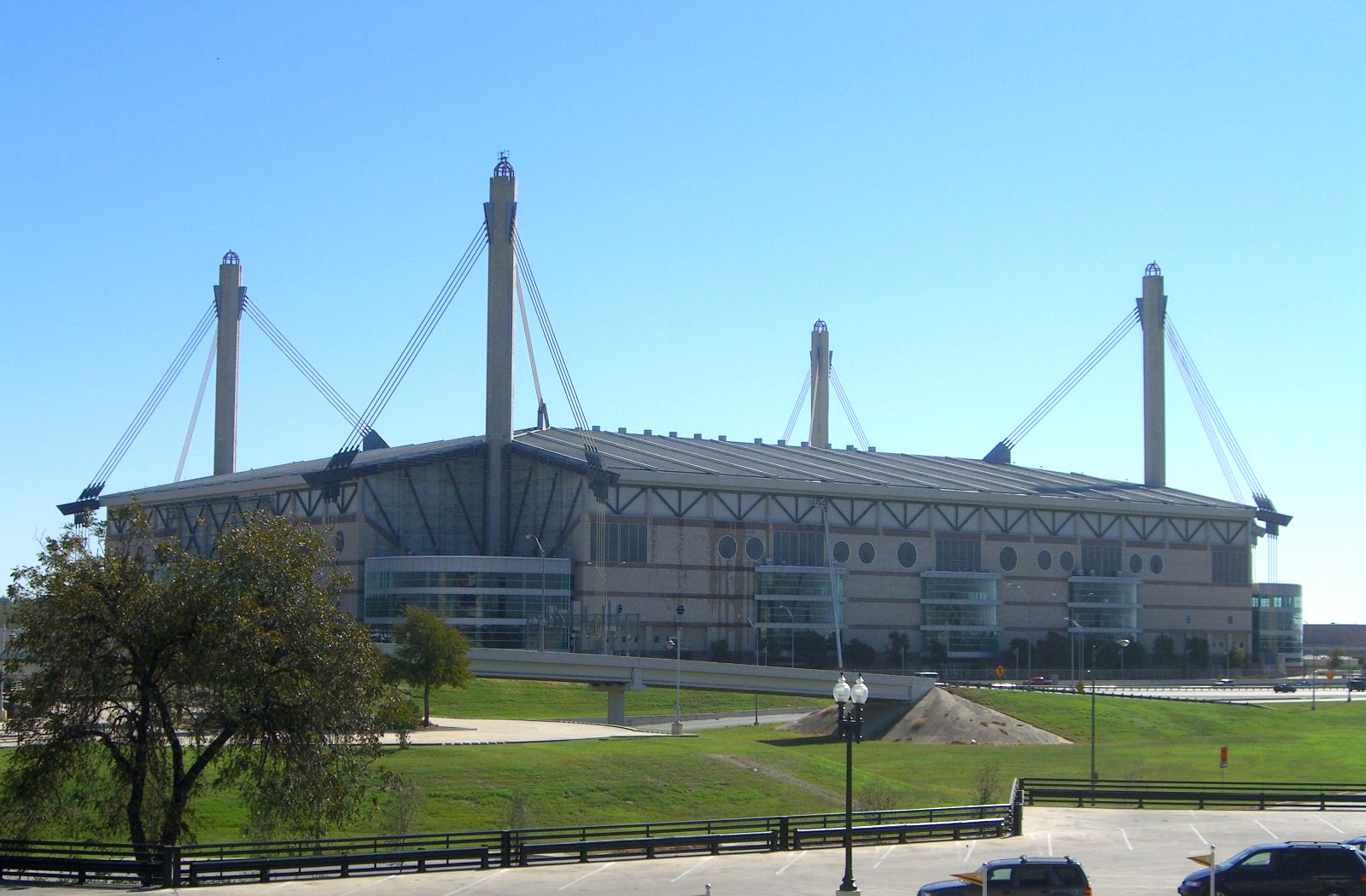
Alamodome موطن توتنهام من 1993 إلى 2002

في عام 1993، اشترى رجل الأعمال المحلي بيتر إم هولت ومجموعة من 22 مستثمرًا توتنهام من ريد ماكومبس مقابل 75 دولارًا مليون. في موسم 1993-94، وهو أول فريق توتنهام في ملعب ألامودومي الذي تم بناؤه حديثًا، قاد لوكاس الفريق إلى الرقم القياسي 55-27 لكن الفريق عانى من خسارة في الجولة الأولى من التصفيات، مما أدى إلى طرد لوكاس على الفور باعتباره المدير الفني للمنتخب. قبل الموسم، استبدل توتنهام إيليوت المفضل لدى المشجعين بديترويت بيستونز مقابل النجم المرتد دينيس رودمان. عاد إليوت إلى توتنهام في العام التالي. تم استبدال لوكاس بمدرب بيسرز السابق بوب هيل لموسم 1994-95. في مباراتهم الأولى هذا الموسم، خسروا أمام الزائر غولدن ستايت ووريورز على الرغم من الأداء القوي الذي قدمه ديفيد روبنسون الذي سجل 27 نقطة و 16 كرة مرتدة و 6 تمريرات حاسمة و 5 كرات مع توتنهام. وفي المباراة التالية، سجل شون إليوت 23 نقطة وأضاف ديفيد روبنسون 18 نقطة و 19 كرة مرتدة ليحقق توتنهام فوزه الأول هذا الموسم على ضيفه نيوجيرسي نيتس. أنهى توتنهام أفضل رقم قياسي في الدوري الاميركي للمحترفين وهو 62-20، محققًا بذلك 60 فوزًا للمرة الأولى في تاريخ الامتياز. حصل روبنسون على جائزة أفضل لاعب في الدوري. وصل توتنهام إلى نهائيات المؤتمر الغربي، لكنه خسر أمام بطل الدوري الاميركي للمحترفين في نهاية المطاف هيوستن روكتس. طوال الموسم، وخاصة في التصفيات، بدا أن هناك احتكاكًا يتطور بين رودمان والعديد من زملائه في فريق توتنهام، وأبرزهم روبنسون. تم تداول رودمان إلى شيكاغو بولز بعد الموسم، وساعد فريق بولز على الفوز بثلاثة ألقاب من عام 1996 إلى عام 1998. أنهى توتنهام موسم 1995-96 تحت قيادة هيل بنتيجة 59-23 وخسر في نصف نهائي المؤتمر الغربي. قلة من المراقبين كان بإمكانهم توقع مدى سقوط توتنهام خلال موسم 1996-1997، خاصة مع توقيع دومينيك ويلكينز. غاب روبنسون عن الشهر الأول من الموسم بسبب إصابة في الظهر. عاد في ديسمبر، لكنه لعب ست مباريات فقط قبل أن يتسبب كسر في قدمه في تهميشه لبقية الموسم. كما غاب إليوت أكثر من نصف الموسم بسبب الإصابة. المهاجم تشاك بيرسون سيغيب عن الموسم بأكمله بسبب إصابة في الظهر. بدون روبنسون وإليوت، كان توتنهام فريقًا بلا دفة. النقطة المضيئة الوحيدة كانت ويلكينز، الذي قاد الفريق في التسجيل بمعدل 18.2 نقطة في المباراة الواحدة. أنهى توتنهام الموسم برقم قياسي 20-62، وهو الأسوأ في تاريخ الامتياز - وآخر مرة غابوا فيه عن التصفيات حتى موسم 2019-20. استمر هيل 18 مباراة فقط كمدرب في ذلك الموسم، وفي النهاية تم فصله واستبداله بالمدير العام جريج بوبوفيتش، الذي كان قد عمل أيضًا في عهد براون كمدرب مساعد. سيلعب ويلكنز موسمه الوحيد في 1996-1997 مع سان أنطونيو، مع العلم أن دقائقه ووقت اللعب سيتقلص إلى حد كبير الموسم المقبل. على الرغم من كارثية موسم 1996-1997 مع توتنهام، فقد ثبت أن غير الموسم كان عكس ذلك. مع ثالث أسوأ سجل في الدوري، فاز توتنهام في يانصيب الدوري الاميركي للمحترفين، مما منحهم الاختيار الأفضل في مسودة 1997. استخدم توتنهام اختيارهم لاختيار منتج ويك فورست والإجماع على تيم دنكان.

### 1997-2016: عصر تيم دنكان

#### 1997-2003: «البرجين التوأمين»
سرعان ما ظهر دنكان كقوة مهيمنة في الدوري الاميركي للمحترفين خلال موسم 1997-98، بمتوسط 21.1 نقطة و 11.9 كرة مرتدة في كل مباراة كقوة للأمام. حصل على لقب الفريق الأول الكل-إن بي إيه بينما فاز بجائزة الصاعد من السنة. انتهى الأمر بالفريق في 56-26، محطمًا الرقم القياسي الخاص به في الفترة من 1989 إلى 1990 لأكبر تحسن في موسم واحد لتحقيق الانتصارات، لكنه خسر مرة أخرى أمام موسيقى الجاز في الدور نصف النهائي من المؤتمر الغربي. بينما لعب كل من تيم دنكان وروبنسن أدوارًا منخفضة الوظيفة، انسجم الاثنان بسلاسة في الملعب. مع روبنسون ودنكان الصحيين وإضافات قدامى المحاربين في البلاي أوف مثل ماريو إيلي وجيروم كيرسي، تطلع توتنهام إلى موسم 1998-99. قبل بدء المعسكرات التدريبية، مع ذلك، قام مالكو الدوري الاميركي للمحترفين بقيادة المفوض ديفيد ستيرن بإغلاق اللاعبين من أجل فرض اتفاقية مفاوضة جماعية جديدة مع الاتحاد الوطني للاعبي كرة السلة (NBPA). تأخر الموسم لأكثر من ثلاثة أشهر حتى تم التوصل إلى قرار بشأن اتفاقية عمل جديدة في يناير 1999. لعب توتنهام في موسم أقصر من 50 مباراة، وفاز بأول مباراتين له هذا الموسم ضد الملوك وتمبر وولفز على التوالي. ومع ذلك، خسر توتنهام مبارياته الثلاث التالية أمام ليكرز، تيمبروولفز، وكافالييرز، وخسر الأخير 99-89 طريق. أنهى توتنهام الموسم العادي بتسجيل 37-13 أفضل رقم قياسي في الدوري الاميركي للمحترفين (بنسبة فوز.740)، وهو الموسم الوحيد خلال فترة دنكان مع توتنهام الذي لم يفز فيه الفريق بما لا يقل عن 50 مباراة في موسم واحد، وهو إنجاز امتد حتى الآن. موسم 2016–17. كان الفريق مهيمنًا بنفس القدر في التصفيات، متداولًا في المؤتمر الغربي برقم قياسي قدره 11-1. في نهائيات الدوري الاميركي للمحترفين، واجهوا نيويورك نيكس، الذي صنع التاريخ من خلال أن يصبح المصنف الثامن الأول الذي يصل إلى نهائيات الدوري الاميركي للمحترفين. فاز توتنهام بالمجموعة 4-1 وبطولة إن بي إيه الأولى للامتياز في اللعبة 5 على حلبة منزل نيكس، ماديسون سكوير غاردن. حصل دنكان على جائزة أفضل لاعب في نهائيات الدوري الاميركي للمحترفين. أصبح توتنهام أول فريق الرابطة الأمريكية لكرة السلة سابق يصل إلى نهائيات الدوري الاميركي للمحترفين ويفوز بها. بعد انطلاق أول بطولة الدوري الاميركي للمحترفين، كان توتنهام لا يزال من بين أفضل الفرق في الغرب ويقاتل من أجل المركز الأول في قسم الغرب الأوسط خلال موسم 1999-2000. في 14 مارس، ارتفعت معنويات توتنهام في البلاي أوف عندما عاد شون إليوت، الذي تلقى عملية زرع كلية من شقيقه قبل الموسم، ولعب في آخر 19 مباراة. مع انتهاء الموسم، تعرض دنكان لإصابة في الركبة وأنهى توتنهام في المركز الثاني بتسجيل 53-29. بدون دنكان، خرج توتنهام من التصفيات من قبل فينيكس صنز في أربع مباريات.
بدخول موسم 2002–03، أدرك الفريق أنه سيكون لا يُنسى لسببين على الأقل، حيث أعلن ديفيد روبنسون أنه سيكون آخر مباراة له في الدوري الاميركي للمحترفين وسيبدأ توتنهام اللعب في ملعبهم الجديد، مركز ٍسي بي سي، الذي سمي على اسم عملاق الاتصالات ٍسي بي سي، الذي يقع مقر الشركة الرئيسي في سان أنطونيو (أصبحت ٍسي بي سي أي تي & تيبعد استحواذها على الشركة الأم السابقة). للاحتفال بهذه المناسبة، قام توتنهام بتجديد شعار «ألوان العيد» وعاد إلى الشكل المألوف الفضي والأسود (على الرغم من ذلك، خلال وقت شعار فييستا، ظل الزي الفضي والأسود). كان هذا الإصدار من توتنهام مختلفًا تمامًا عن الفريق الذي فاز باللقب قبل بضع سنوات. النجم الفرنسي في السنة الثانية توني باركر، الذي صاغه توتنهام في الجولة الأولى من مسودة الدوري الاميركي للمحترفين عام 2001، كان الآن حارس نقطة البداية لتوتنهام. تضمنت الفرقة مجموعة متنوعة من رماة النقاط الثلاث المكتسبة حديثًا، بما في ذلك ستيفن جاكسون، وداني فيري، وبروس بوين، وستيف كير، وستيف سميث، والمنتج الأرجنتيني مانو جينوبيلي، وهو خيار مسودة في الجولة الثانية عام 1999 يلعب في أول موسم له في الدوري الاميركي للمحترفين.
بدأ توتنهام موسم 2002-2003 بفوز 87-81 على حامل اللقب لوس أنجلوس ليكرز. في المباراة التالية، انحنى توتنهام أمام الفريق المضيف، غولدن ستايت ووريورز، 106-98. قام توتنهام بتعميد مركز ٍسي بي سي بأسلوب مميز في 1 نوفمبر 2002، بفوزه على تورونتو رابتورز 91-72. في المباراة التالية، كان توتنهام في طريقه لمواجهة ممفيس غريزليس الذي لم يحقق أي فوز. في تلك المباراة، ذهب توتنهام وجريزليس إلى الوقت الإضافي. في الدقائق الأولى من الوقت الإضافي، تقدم فريق ميمفيس غريزليس بفارق 7 نقاط قبل أن يرد تيم دنكان على الشوط بتسع نقاط من تلقاء نفسه. مع نتيجة متعادلة من 111-111 مع بقاء 0.8 ثانية، قام تيم دنكان بقفزة 12 قدمًا لهزيمة ميمفيس غريزليس. في المباراة التالية، كان توتنهام متراجعًا بفارق ثلاث نقاط في نهاية الشوط الأول أمام ووريورز الزائر، لكن بعد ذلك سجل 31 نقطة في الربع الثالث لإبعاد المباراة، محققًا فوزه الرابع هذا الموسم. وقاد توني باركر توتنهام بعد تسجيله 21 نقطة. بعد ثلاثة أيام، تلقى تريل بليزرز الزائر أول خسارة له على أرضه هذا الموسم لتوتنهام. لن ينطلق توتنهام في بداية طيران حيث كان لديهم رقم قياسي 19-13 فقط متجهًا إلى يناير. في كانون الثاني (يناير)، بدأ توتنهام في التماسك وبدا أنه مستعد للركض، عندما شرعوا في رحلة روديو رود السنوية، وهي رحلة برية من تسع مباريات من 25 يناير إلى 16 فبراير. ومع ذلك، لن يكون هناك عثرة في الطريق بالنسبة لتوتنهام، الذي فاز بثمانية من أصل تسعة وبدأ في الصعود إلى المركز الأول. ذهب توتنهام إلى محو عجزهم في سبع مباريات وأنهى الموسم بالتعادل مع دالاس مافريكس للحصول على أفضل سجل في الدوري الاميركي للمحترفين (60-22). بفضل كسر التعادل، فاز توتنهام بلقب القسم الثالث على التوالي حيث حصل تيم دنكان على ثاني أفضل لاعب على التوالي في الدوري الاميركي للمحترفين.
في التصفيات، هزم توتنهام صنز وليكرز ومافريكس في طريقه لمواجهة نيوجيرسي نتس في نهائيات الدوري الاميركي للمحترفين. كانت السلسلة ضد بروكلين نتس هي المرة الأولى التي يلعب فيها فريقان سابقان من الرابطة الأمريكية لكرة السلة بعضهما البعض في بطولة إن بي إيه. فاز توتنهام بالمجموعة 4-2، ومنحهم بطولة إن بي إيه الثانية في تاريخ الامتياز. تيم دنكان، بعد أن تم اختياره إن بي إيه إم في بي، حصل أيضًا على Finals إم في بي.

#### 2003-2016: الثلاثة الكبار
بعد انطلاق بطولة الدوري الأمريكي لكرة السلة للمرة الثانية، ترك اعتزال ديفيد روبنسون فراغًا في دفاع سان أنطونيو المخيف، بينما تقاعد بطل البلاي أوف ستيف كير والمهاجم المخضرم داني فيري أيضًا. في هذه الأثناء، غادر سبيدي كلاكستون حارس النقطة الاحتياطية إلى غولدن ستايت ووريورز، وغادر ستيفن جاكسون إلى أتلانتا هوكس. مع وجود العديد من الثقوب لملء تناوبهم، سيقوم توتنهام بالعديد من الصفقات الرئيسية في غير موسمها. تم إحضار راشو نيستيروفيتش وهيدو تورك أوغلو ليحلوا محل روبنسون وجاكسون على التوالي. ما ثبت أنه أهم عملية استحواذ خارج الموسم سيكون توقيع المخضرم روبرت هوري. عانى توتنهام، الذي لعب بتسعة لاعبين جدد، في وقت مبكر حيث فاتهم حضور روبنسون بينما عانى اللاعبون الجدد من أجل التأقلم، حيث حققوا الرقم القياسي 9-10 في 3 ديسمبر. ومع ذلك، قام توتنهام بتغيير الوضع، حيث أنهوا شهر ديسمبر بسلسلة انتصارات من 13 مباراة متتالية وصعدوا سريعًا إلى صدارة ترتيب الدوري الاميركي للمحترفين. سيقاتلون طوال العام من أجل المركز الأول في المؤتمر الغربي، حيث أنهوا الموسم بملاحظة قوية أخرى بفوزهم في آخر 11 مباراة. ومع ذلك، فإنهم سيخسرون مباراة واحدة عن لقب التقسيم وأفضل رقم قياسي في الغرب، حيث سجلوا رقما قياسيا من 57-25. في الجولة الثانية من التصفيات، وجد توتنهام نفسه في مواجهة أخرى مع لوس أنجلوس ليكرز. سيفوز توتنهام في المباراتين 1 و 2 على أرضه، لكنه سيخسر الجولتين التاليتين في لوس أنجلوس. في لعبة 5 مرة أخرى في سان أنطونيو، حقق دنكان فوزًا على ما يبدو لتوتنهام 73-72 حيث سدد تسديدة مثيرة قبل 0.4 ثانية فقط. ومع ذلك، سيطلق ديريك فيشر من ليكرز لعبة فائزة مع انتهاء الوقت، مما أعطى ليكرز فوزًا مذهلاً 74-73 ليأخذ الصدارة 3-2. بعد أن أصابهم الإحباط، سيعود توتنهام إلى لوس أنجلوس حيث سيخسرون السلسلة في ست مباريات. بعد الانهيار المخيب للآمال في الجولة الثانية، سعى توتنهام لاستعادة تاج الدوري الاميركي للمحترفين. مع الاستحواذ على الحارس برينت باري من سياتل، سيبدأ توتنهام سريعًا بتسجيل الرقم القياسي 12-3 في نوفمبر. سيبقى توتنهام ساخنًا خلال شهر ديسمبر حيث حققوا رقماً قياسياً يتراوح من 25 إلى 6 مع دخول العام الجديد. مع الإضافات اللاحقة للوسط نازر محمد من نيويورك (تم الحصول عليه في صفقة منتصف الموسم لمالك روز)، والمهاجم المخضرم جلين روبنسون من الوكالة الحرة، جنبًا إلى جنب مع اللاعبين النظاميين بروس بوين وروبرت هوري وتوني باركر ومانو جينوبيلي وتيم دنكان، سيكون توتنهام بالقرب من القمة في المؤتمر الغربي طوال الموسم، حيث قاتل فينيكس صنز للحصول على أفضل رقم قياسي في الدوري الاميركي للمحترفين. تمامًا كما بدا أن توتنهام كان يتجه نحو التصفيات، فقد اصطدم موسمهم فجأة بعثرة في الطريق عندما تعرض تيم دنكان لإصابة في الكاحل. كافح توتنهام لبقية الموسم، حيث أنهى 59–23 فقط. ومع ذلك، بحلول الوقت الذي دارت فيه المباريات الفاصلة، كان دنكان جاهزًا للعودة. في فترة ما بعد الموسم، مر توتنهام عبر الغرب بسهولة نسبيًا، وبلغ ذروته بفوزه بخمس مباريات في نهائيات المؤتمر على فينيكس صنز. في نهائيات الدوري الاميركي للمحترفين، سيواجه توتنهام حامل اللقب ديترويت بيستونز. كانت أول مباراتين في سان أنطونيو بمثابة انتصار توتنهام حيث تقدم جينوبيلي برصيد 26 و 27 نقطة. ومع ذلك، مع تحول السلسلة إلى ديترويت، خسر توتنهام المباراتين 3 و 4 بهوامش كبيرة حيث ربط بيستونز السلسلة. في مواجهة الخسارة الثالثة على التوالي في ديترويت، سيلعب توتنهام بشكل أكثر صرامة في اللعبة 5، والتي ستذهب إلى الوقت الإضافي. بعد أن سجل دون أهداف في الشوط الأول، سدد روبرت هوري تسديدة من ثلاث نقاط قبل تسع ثوانٍ متبقية ليمنح توتنهام فوزًا دراماتيكيًا 96-95. عادت السلسلة إلى سان أنطونيو في المباراة السادسة، لكن توتنهام لم يتمكن من إغلاق السلسلة، وأسس اللعبة 7 الحاسمة. في اللعبة 7، حصل دنكان على 25 نقطة حيث انسحب توتنهام في وقت متأخر ليفوز بلقب الدوري الاميركي للمحترفين للمرة الثالثة في سبع سنوات بفوز 81-74. تم اختيار تيم دنكان كأفضل لاعب في Finals، ليصبح رابع لاعب يفوز بجائزة إم في بي ثلاث مرات (انضم إلى ماجيك جونسون وشاكيل أونيل ومايكل جوردن).
بعد خروجهم من بطولة إن بي إيه الثالثة في سبع سنوات، كان هناك شعور بأن توتنهام كان فئة الدوري الاميركي للمحترفين، ومرة أخرى سيكون الفريق الذي سيهزم في الدوري الاميركي للمحترفين للبطولة. لموسم 2005-06، استحوذ توتنهام على نجم كل النجوم مايكل فينلي لمرة واحدة وكل النجوم نيك فان إكسل. ليس من المستغرب أن يخرج توتنهام من البوابة، ويفوز في 16 من أول 19 مباراة. مرة أخرى، سيواجه توتنهام تحديًا داخل قسمهم من قبل دالاس مافريكس حيث احتفظوا بأفضل رقمين قياسيين في المؤتمر الغربي طوال الموسم، وكانوا يتنافسون على المركز الأول. في النهاية، ستكون تجربة توتنهام هي الفارق حيث فازوا مرة أخرى بقسم الجنوب الغربي مع امتياز جديد - أفضل رقم قياسي بلغ 63-19. التقى توتنهام مع مافريكس في الجولة الثانية من التصفيات، ولكن سيكون دالاس في المركز 4-3، بما في ذلك انتصار 119-111 في الوقت الإضافي في المباراة 7.
كافح توتنهام خلال النصف الأول من موسم 2006-2007، مما أدى إلى مناقشات حول استبدال اللاعبين المخضرمين للبناء من أجل المستقبل. بقي الفريق على حاله، وفاز توتنهام في 13 مباراة متتالية خلال شهري فبراير ومارس، وكان أفضل 25-6 في الدوري الاميركي للمحترفين في آخر 31 مباراة، حيث تمكن توتنهام من الفوز بالمصنفة 3 في الغرب. تألق توتنهام في الجولة الأولى، بينما كان دالاس مافريكس المصنف الأول مستاءً. أنشأ هذا سلسلة من الجولة الثانية مع فينيكس صنز كسلسلة رئيسية في التصفيات الكاملة لـ إن بي إيه، حيث تضمنت هذه السلسلة الفرق التي لديها أفضل رقمين قياسيين متبقيين في الدوري الاميركي للمحترفين. واصل توتنهام الفوز بنتيجة 4-2 في المسلسل المثير للجدل والمثير للجدل ضد ذا صن. تضمنت السلسلة خطأ روبرت هوري على ستيف ناش في نهاية اللعبة 4 مما أدى إلى تعليق هوري لمباراتين. أولئك الذين قالوا إن سلسلة الجولة الثانية ضد صنز كانت نهائيات الدوري الاميركي للمحترفين الحقيقية سيثبت أنهم على حق، حيث أرسل توتنهام بسهولة يوتا جاز في خمس مباريات للوصول إلى نهائيات الدوري الاميركي للمحترفين. في النهائيات، اكتسح توتنهام فريق كليفلاند كافالييرز وحصل على لقبه الرابع في تسع سنوات. توني باركر، الذي سيطر على النهائيات بمتوسط 24.5 نقطة في المباراة الواحدة عند تسديد 57٪، حصل على جائزة Finals إم في بي وأصبح أول لاعب أوروبي المولد يفوز جائزة بيل راسيل لأفضل لاعب في نهائيات إن بي إيه. شهد موسم 2007-2008 خروج توتنهام من 56 إلى 26 واحتل المركز الثالث في المؤتمر الغربي. واجه توتنهام عقبات لكنه وصل إلى نهائيات المؤتمر الغربي، لكنه خسر أمام ليكرز في خمس مباريات. سيشهد الموسم المقبل تراجع توتنهام في الانتصارات إلى 54-28 ويخسر أمام دالاس مافريكس في الجولة الأولى من التصفيات. قبل يومين من مشروع الدوري الاميركي للمحترفين 2009، المدير العام RC بوفورد تصرف لمعالجة العمر والصحة اهتمامات الفريق  من خلال الحصول البالغ من العمر 29 عاما انضم اللاعب ريتشارد جيفرسون من ميلووكي باكس. أرسل توتنهام بروس بوين البالغ من العمر 38 عامًا، وكيرت توماس البالغ من العمر 36 عامًا، وفابريسيو أوبيرتو البالغ من العمر 34 عامًا إلى نادي باكس، الذين استبدلوا أوبرتو بديترويت بيستونز بأمير جونسون. أجرى توتنهام ثلاث اختيارات في الجولة الثانية في مسودة 2009. ووصف المحللون اختيارهم لمهاجم بيتسبرج بانثرز دي جوان بلير بالاختيار رقم 37 بأنه «سرقة». سبيرز وضعت في وقت لاحق اثنين من الحراس كانوا تستهدف مع اختيار رقم 37،  أخذ ميامي أعاصير حارس اطلاق النار جاك ماكلينتون ونقطة / حارس اطلاق النار ناندو دي كولو من فرنسا مع رقم 51 ولا.53 اختيارات، على التوالي. في 10 يوليو 2009، وقعت سبيرز ديترويت بيستونز قوة إلى الأمام انطونيو مكديس لأغلى صفقة لمدة ثلاث سنوات تقريبا 15 $ مليون من الأموال المضمونة. عانى توتنهام من الإصابات خلال الموسم العادي 2009-10، لكنه تمكن من تحقيق 50 فوزًا آخر، وانتهى عند 50-32. سيواجه توتنهام المصنف السابع مرة أخرى مافريكس في الجولة الأولى من التصفيات. بعد سقوطه أمام مافريكس في المباراة الأولى، واصل توتنهام الانتقام لهزيمتهم في 2009 أمام دالاس بالفوز بالبطولة في ست مباريات. لكن توتنهام خرج من التصفيات في الجولة التالية على يد فينكس صنز.

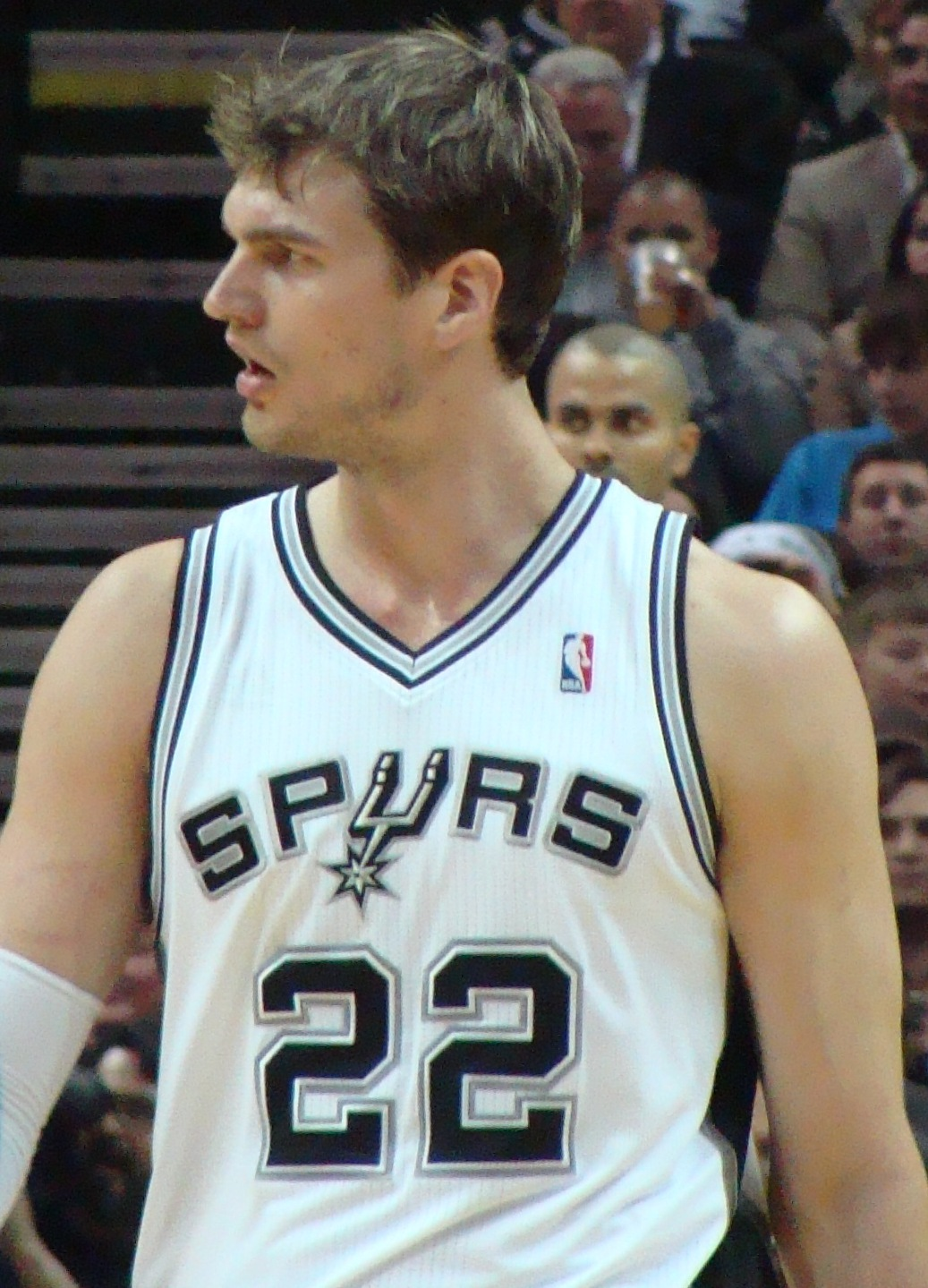
كان تياجو سبليتر أفضل لاعب في الدوري الإسباني أكبر إضافة توتنهام في 2010.

خلال مسودة الدوري الاميركي للمحترفين 2010، عقدت إدارة توتنهام أعلى مسودة اختيار منذ مسودة تيم دنكان قبل عقد من الزمن. قاموا بصياغة المبتدئ جيمس أندرسون من ولاية أوكلاهوما مع الاختيار العام العشرين. ومع ذلك، سرعان ما كان أندرسون يجلس خارج النصف الأول من الموسم بسبب الإصابات. في 2010-11، أنهى توتنهام 61-21 ليكون المصنف الأول، لكن إصابة جينوبيلي في المباراة النهائية للموسم العادي أثرت على الفريق، وانزعجوا من المصنف الثامن ممفيس غريزليس. في عام 2011، أدى تغيير في فلسفة توتنهام إلى تمهيد الطريق للمسيرة الناجحة التالية في تاريخ النادي. خرج تيار الأرجل الأخيرة، المحاربين القدامى الأذكياء الذين اعتمد عليهم توتنهام لملء التناوب خلف الثلاثة الكبار. ذهبت الدقائق إلى المواهب الأصغر سنًا والأكثر رياضية مثل داني جرين وغاري نيل وتياجو سبليتر، الذين كان بوبوفيتش يعلمهم طريقة توتنهام - إيقاع سريع وتمرير غير أناني ومساءلة في الدفاع. كان أكبر تحرك للأفراد في غير موسم توتنهام هو إرسال الفريق الحارس جورج هيل إلى مسقط رأسه إنديانا بيسرز من أجل كوهي ليونارد من ولاية سان دييغو، وهو مهاجم رياضي شديد تم اختياره في المركز الخامس عشر بشكل عام من قبل بيسرز في مسودة الدوري الاميركي للمحترفين 2011. كما اختار الفريق كوري جوزيف من تكساس لونجهورنز ليكون الاختيار العام التاسع والعشرين. بعد الإغلاق الذي أخر موسم 2011-2012، وقع توتنهام مع تي جيه فورد، الذي سيتقاعد في نهاية المطاف في منتصف الموسم بعد أن لعب 14 مباراة فقط بسبب لاذع. قبل الموعد النهائي للتجارة، قرر توتنهام الانفصال عن ريتشارد جيفرسون وأرسله إلى غولدن ستايت ووريورز لستيفن جاكسون، الذي كان عضوًا في فريق بطولة 2003. ثم أصبح ليونارد مهاجمًا صغيرًا في البداية. في الأسبوع الذي تلا الموعد النهائي للتجارة، وقع توتنهام أيضًا مع المهاجم بوريس دياو بعد أن تم شراء عقده من قبل شارلوت بوبكاتس، وحارس بورتلاند تريل بليزرز السابق باتريك ميلز الذي لعب مع فريق شينجيانغ تايغرز للطيران في تحالف كرة السلة الصيني خلال فترة الإغلاق. أعطى هذا توتنهام مقعدًا أعمق في الجولة الفاصلة.

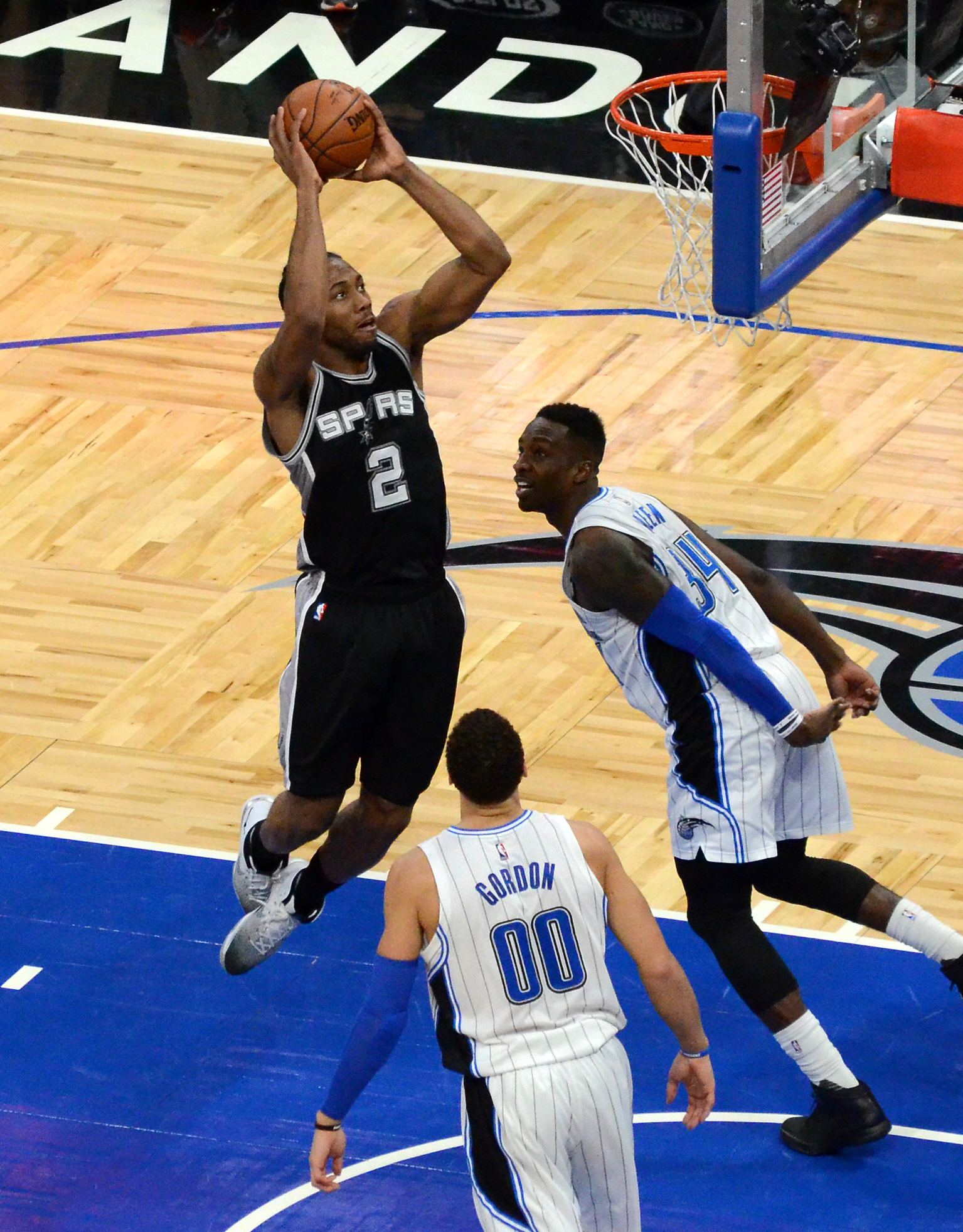
استحوذ توتنهام على Kawhi Leonard في عام 2011.

على الرغم من اختصار موسم الدوري الاميركي للمحترفين المكون من 66 مباراة بسبب إغلاق الدوري الاميركي للمحترفين، فاز توتنهام في 50 مباراة وتعادل مع شيكاجو بولز للحصول على أفضل رقم قياسي في الدوري. لقد مددوا خطهم من 50+ مواسم فوز إلى 13 منذ موسم 1999-2000، وهو رقم قياسي في الدوري الاميركي للمحترفين. حصل بوبوفيتش على ثاني مدرب له لهذا العام. اكتسح توتنهام الجولتين الأوليين من التصفيات. مع هاتين الكاسحتين، سلسلة انتصارات متتالية من 10 مباريات لإنهاء الموسم، وفاز في المباراتين 1 و 2 من نهائيات المؤتمر الغربي، سيفوز توتنهام بـ 20 مباراة متتالية. ومع ذلك، سينتهي المطاف بفوز أوكلاهوما سيتي ثاندر بالمباريات الأربع التالية في نهائيات ويست، ليأخذ السلسلة 4-2. خلال موسم 2012 خارج الموسم، أعاد توتنهام التوقيع على البديل داني جرين، الذي كان مفاجأة سارة لهم من الموسم السابق، وتيم دنكان، كلاهما لمدة ثلاث سنوات. سيحظى توتنهام بموسم 2012-13 قوياً، حيث يذهب 58-24 ويحصل على المصنف الثاني في الغرب. حسم توتنهام التصفيات للموسم السادس عشر على التوالي، بالإضافة إلى تمديد سجل الدوري الاميركي للمحترفين بأكثر من 50 مباراة لمدة 14 موسماً متتالياً. في 16 أبريل، وقع توتنهام على لقب البطل مرتين، وسبع نجوم كل النجوم تريسي ماكجرادي للمساعدة في التصفيات بعد التنازل عن ستيفن جاكسون. أنهى توتنهام الموسم العادي الثاني في المؤتمر الغربي خلف أوكلاهوما سيتي ثاندر برقم قياسي من 58 إلى 24، واكتسح لوس أنجلوس ليكرز في الجولة الأولى، 4-0. في الجولة الثانية من تصفيات 2013، واجه توتنهام ستيفن كاري وجولدن ستايت ووريورز. تغلبوا على ووريورز أربع مباريات مقابل اثنتين. في نهائيات المؤتمر، اكتسح توتنهام فريق ممفيس غريزليس، حيث حقق توني باركر 18 تمريرة حاسمة في المباراة 2 وأداء 37 نقطة في المباراة 4. سيلتقي توتنهام مع حامل اللقب ميامي هيت في نهائيات الدوري الاميركي للمحترفين. سيفوز توتنهام وهيت بالتناوب في أول ست مباريات في السلسلة. في لعبة 6، كان توتنهام على وشك الفوز بلقب الدوري الاميركي للمحترفين الخامس. وتقدم سان أنطونيو بخمس نقاط قبل 28 ثانية من انتهاء الدوري. سلسلة من الحوادث غير المتوقعة وغير المعهودة من شأنها أن تقضي على توتنهام، بما في ذلك جلوس دنكان من قبل بوبوفيتش في نهاية التنظيم مع توتنهام في الدفاع. أخطأ فريق هيت محاولة تسجيل الهدف، لكن توتنهام لم يتمكن من انتزاع الكرة المرتدة الدفاعية. ارتد كريس بوش الكرة ثم سدد راي ألين ثلاثة مؤشرات ليعادل المباراة قبل خمس ثوان من نهاية المباراة لإرسالها إلى الوقت الإضافي، حيث هزم توتنهام خلالها 103-100. في اللعبة 7، قفز سان أنطونيو إلى الصدارة مبكرًا وأبقى اللعبة قريبة من الطريق بالكامل. قرب نهاية المباراة، ومع ذلك، وعلى الرغم من 24 نقطة، و 12 محاولة مرتدة، فشل دنكان في تحويل محاولتين لتعادل المباراة: إهدار رمية الكرة وتخطي تلميح مما سمح لليبرون جيمس بضرب قفزة وزيادة. أدت هيت إلى 92-88. بعد سرقة من جينوبيلي، ضرب جيمس رميتين حرتين بعد خطأ من دنكان، وعندما أخطأ جينوبيلي مؤشرًا ثلاثيًا لاحقًا، سدد دواين وايد واحدًا من اثنين من خط الرمية الحرة ليضع المباراة على الجليد، مثل هيت. ستفوز بالبطولة الثانية على التوالي.

وصلة=|تصغير
وصلة=|يسار|تصغير

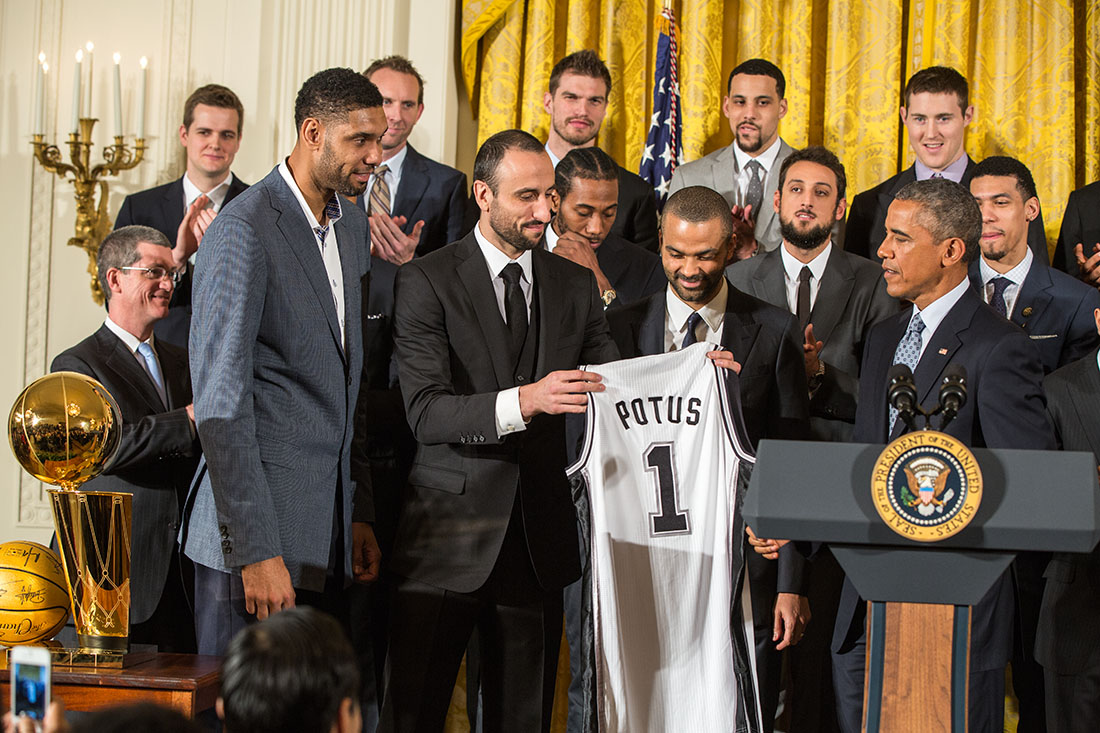
استقبل الرئيس باراك أوباما أبطال الدوري الاميركي للمحترفين 2014 في البيت الأبيض.

عاد توتنهام بقائمتهم الأساسية سليمة إلى حد كبير، حيث أضافوا وكلاء أحرار ماركو بيلينيللي وجيف أيريس (جيف بندرجراف سابقًا) بينما خسر جاري نيل أمام ميلووكي باكس. انتزع توتنهام أفضل سجل في الدوري الاميركي للمحترفين بـ 62 فوزًا، بما في ذلك سجل امتياز 19 فوزًا متتاليًا في فبراير ومارس. في الجولة الأولى من التصفيات، فاجأ دالاس مافريكس المصنف الثامن توتنهام برفع السلسلة إلى سبع مباريات، لكن توتنهام انتصر بطريقة مقنعة في المباراة السابعة الحاسمة. في الجولة الثانية، تفوق تيم دنكان على كارل مالون في المركز الخامس في التصفيات التي سجلها الدوري الاميركي للمحترفين في جميع الأوقات، بينما تخطى توتنهام بورتلاند تريل بليزرز في خمس مباريات. لعب سان أنطونيو فريق أوكلاهوما سيتي ثاندر في نهائيات المؤتمر الغربي، والتي مثلت الظهور الثالث على التوالي في نهائيات المؤتمر الغربي لتوتنهام، وهزمهم في ست مباريات للتقدم إلى النهائيات للعام الثاني على التوالي في مباراة العودة مع ميامي. الحرارة. كانت أيضًا المرة الأولى التي يتأهلون فيها إلى النهائيات في سنوات متتالية. كانت هذه هي المرة الأولى منذ نهائيات الدوري الاميركي للمحترفين عام 1998 التي يواجه فيها نفس الفريقين في النهائيات في سنوات متتالية. مع الفوز في المباراة الثانية من السلسلة، فاز دنكان وجينوبيلي وباركر بمباريات فاصلة معًا أكثر من أي ثلاثة لاعبين آخرين في نفس الفريق في تاريخ الدوري الاميركي للمحترفين. سيستمر توتنهام في الفوز ببطولة الدوري الاميركي للمحترفين 2014 في خمس مباريات (4-1). تفوق توتنهام على ميامي في كل انتصاراتهم، كل منهم بفارق 15 نقطة أو أكثر. كاواي ليونارد أداءً متميزًا وحصل على لقب جائزة بيل راسيل لأفضل لاعب في نهائيات إن بي إيه لأدائه الكبير في اللعبة وهو ثالث أصغر لاعب يفوز به، خلف ماجيك جونسون وزميله في الفريق تيم دنكان. في مسودة الدوري الاميركي للمحترفين لعام 2014، اختاروا كايل أندرسون من جامعة كاليفورنيا ليكون الاختيار العام الثلاثين. خلال موسم 2014 خارج الموسم، احتل توتنهام عناوين الصحف عندما أعلنوا أنهم عينوا بيكي هامون كمدرب مساعد، ساري المفعول مع تقاعدها كلاعب في نهاية الاتحاد الوطني لكرة السلة النسائية 2014. أصبحت هامون أول مدربة متفرغة في أي من البطولات الأربع الكبرى للمحترفين في الولايات المتحدة.
كان موسم 2014–15 موسمًا صعودًا وهبوطًا، لكنه انتهى بقوة برقم قياسي 55-27 في الموسم العادي والمصنف السادس في الغرب، وتأهلوا إلى التصفيات. واجهوا لوس أنجلوس كليبرز في الجولة الأولى من التصفيات. تقدم توتنهام 3-2 متوجهاً إلى المباراة 6 في سان أنطونيو. ومع ذلك، سيفوز كليبرز بتلك المباراة ويستمر في الفوز باللعبة 7 على أرضه. أصبح سان أنطونيو سبيرز أول حامل يدافع عن لقبه منذ 2011-12 يتم إقصاء دالاس مافريكس في الدور الأول من تصفيات الدوري الاميركي للمحترفين.
استحوذ توتنهام على لاماركوس ألدريدج مهاجم كل النجوم أربع مرات والرجل المخضرم ديفيد ويست خلال فترة الركود. في مباراتهم الأولى هذا الموسم، هُزم توتنهام أمام الفريق المضيف أوكلاهوما سيتي ثاندر، على الرغم من أداء 32 نقطة من كوهي ليونارد  بعد يومين، قاد دنكان وليونارد توتنهام نحو فوز 102-75 على زيارة موسم بروكلين نتس 2015–16. في 2 نوفمبر، هزم توتنهام فريق بوسطن سيلتيكس بفضل أداء مزدوج مزدوج من لاماركوس الدريدج الذي سجل 24 نقطة و 14 كرة مرتدة. في 4 نوفمبر، هزم توتنهام الفريق المضيف، نيويورك نيكس، 94-84، ليفوز بمباراته الثالثة هذا الموسم، والأهم من ذلك، انتزع تيم دنكان فوزه رقم 954 في مسيرته متجاوزًا جون ستوكتون (953 انتصارًا) لمعظم الانتصارات. من قبل لاعب للحصول على امتياز واحد. أنهى توتنهام موسم 2015-16 برقم قياسي 67-15، وحصل على لقب القسم الجنوبي الغربي. لقد حققوا أيضًا رقمًا قياسيًا في الامتياز لمعظم الانتصارات في موسم واحد مع 67 وسجل الدوري الاميركي للمحترفين لمعظم الانتصارات على أرضه في موسم واحد مع 40 (تعادل 1985–86 سجل بوسطن سيلتيكس 40-1). كان لدى توتنهام أيضًا أفضل دفاع في الدوري. خلال التصفيات اجتاحوا ممفيس غريزليس المختزل في الجولة الأولى قبل أن يخسروا أمام أوكلاهوما سيتي ثاندر في ست مباريات في الجولة الثانية. سيصبحون أول فريق منذ 2006-07 ينهي دالاس مافريكس 67 فوزًا ويتم إقصاؤه قبل نهائيات المؤتمر.
في 11 يوليو 2016، أعلن دنكان اعتزاله الدوري الاميركي للمحترفين بعد 19 موسما مع توتنهام. أصبح واحدًا من لاعبين اثنين في تاريخ الدوري الاميركي للمحترفين يسجلان ما لا يقل عن 26000 نقطة و 15000 كرة مرتدة و 3000 كتلة في مسيرته (جنبًا إلى جنب مع كريم عبد الجبار) بينما كان أيضًا اللاعب الوحيد في الدوري الاميركي للمحترفين الذي حقق 1000 فوز مع فريق واحد.

### 2016 إلى الوقت الحاضر: حقبة ما بعد دنكان
في موسم 2016-2017، على الرغم من تقاعد قائد الفريق منذ فترة طويلة تيم دنكان، ظل توتنهام بقيادة كوهي ليونارد منافسًا على اللقب وانتهى برقم قياسي 61-21. بعد هزيمة غريزليس وروكتس في الجولتين الأوليين من التصفيات، اكتسح توتنهام - الذي تعرض لإصابات ليونارد وباركر وديفيد لي - من قبل غولدن ستايت ووريورز في نهائيات المؤتمر الغربي. في الربع الثالث من المباراة الأولى من نهائيات المؤتمر الغربي لعام 2017، سقط ليونارد على قدم زازا باتشوليا بعد محاولته تسجيل هدف ميداني وفاقم إصابة الكاحل الحالية ؛ جلس خارج ما تبقى من السلسلة. في غير الموسم التالي، أعاد توتنهام التوقيع مع ألدريدج،  باو جاسول  وباتي ميلز  ووقع رودي جاي، لكنه خسر ديواين ديدمون وجوناثون سيمونز للوكالة الحرة. طغت إصابة النجمة كوهي ليونارد على موسم 2017-18 في توتنهام وتقارير عن الخلافات التي تلت ذلك بين ليونارد وتوتنهام فيما يتعلق بالتعامل مع تلك الإصابة. غاب ليونارد عن أول 27 مباراة في موسم 2017-18 بسبب إصابة في العضلة الرباعية اليمنى. في يناير 2018، بعد عودة قصيرة، تم استبعاده لفترة غير محددة من الوقت لمواصلة عملية إعادة التأهيل من اعتلال الأوتار العضلي الأيمن. حصل ليونارد لاحقًا على تصريح للعب من قبل الطاقم الطبي في توتنهام، لكنه طلب رأيًا ثانيًا من أطبائه. في مارس / آذار، عقد توتنهام اجتماعاً للاعبين فقط حيث ورد أن زملاء ليونارد طلبوا منه العودة إلى المحكمة ؛ ووصف الاجتماع بأنه «متوتر وعاطفي». لم يلعب ليونارد مرة أخرى في عام 2018. في 3 أبريل 2018، هزم لوس أنجلوس كليبرز توتنهام 113-1110، ليخسر سان أنطونيو رقم 33 في هذا الموسم. أنهت هذه الخسارة سجل توتنهام القياسي المكون من ثمانية عشر موسمًا من 50 فوزًا امتدت إلى عام 2000، بما في ذلك موسم 2011-12، والذي تم تقصيره من خلال الإغلاق (أنهى توتنهام 50-16). أنهى توتنهام الموسم برقم قياسي بلغ 47-35 وخسر 4-1 من قبل ووريورز في الجولة الأولى من التصفيات. بعد الموسم، تم تعيين لاماركوس الدريدج في فريق All-إن بي إيه الفريق الثاني  وتم تعيين حارس النقطة ديجونتي موراي
في الفريق الثاني إن بي إيه الفريق الثاني الدفاعي بالكامل. في يونيو 2018، بعد أشهر من ورود تقارير عن تزايد التوتر بين معسكر ليونارد وتوتنهام بسبب خلاف حول عملية إعادة تأهيل إصابته، أشارت التقارير إلى أن ليونارد قد طلب صفقة. في 18 يوليو 2018، تم تداول ليونارد وداني جرين إلى تورنتو رابتورز في مقابل ديمار ديروزان ياكوب بولتل ومحمية اختيار الجولة الأولى لعام 2019. في 6 يوليو 2018، وقع توني باركر مع شارلوت هورنتس بعد أن لعب كامل مسيرته التي استمرت 17 عامًا مع توتنهام. في 27 أغسطس، أعلن مانو جينوبيلي اعتزاله بعد 16 عامًا من العمل مع توتنهام. وقع توتنهام على المهاجمين كوينسي بونديكستر  ودانتي كانينغهام، الحارس ماركو بيلينيللي، وأعاد توقيع الحارس برين فوربس  والمهاجم رودي جاي. في عام 2018، بدأ توتنهام معسكرًا تدريبيًا بدون عضو من الثلاثة الكبار للمرة الأولى منذ موسم 1997-1998. على الرغم من خسارة ديجونتي موراي لهذا الموسم بسبب تمزق في دوري أبطال آسيا،  أنهى توتنهام موسم 2018-19 برقم قياسي 48–34 والمصنف السابع في المؤتمر الغربي، مؤهلًا إلى التصفيات للموسم 22 على التوالي. في الجولة الأولى من التصفيات، واجهوا المصنف الثاني دنفر ناجتس  وخسروا السلسلة في سبع مباريات.

#### 2019-2021: مواسم تقصر الجائحة
في 11 مارس 2020، أوقف الدوري الاميركي للمحترفين موسم 2019-2020 الدوري الاميركي للمحترفين بسبب وباء COVID-19 بعد أن ثبتت إصابة لاعب يوتا جاز رودي جوبرت بـ COVID-19. في 4 يونيو، أُعلن أن الموسم سيستأنف في 31 يوليو لتوتنهام و 21 فريقًا آخر في 2020 الدوري الاميركي للمحترفين، وسينتهي في موعد أقصاه 12 أكتوبر. لأول مرة منذ موسم 1996-1997، فشل توتنهام في التأهل لما بعد الموسم عندما هزم فريق ممفيس غريزليس ميلووكي باكس في 13 أغسطس 2020. أنهى فشل توتنهام في جعل ما بعد الموسم سلسلة من الأرقام القياسية في الدوري الاميركي للمحترفين من 22 مباراة متتالية. أنهى توتنهام الموسم  المختصر بكوفيد برقم قياسي بلغ 32-39. كان موسم 2019-2020 أيضًا هو الموسم الأول منذ 1996-1997 الذي أنهى فيه توتنهام بسجل خاسر. بسبب استمرار وباء COVID-19، تم تقصير الموسم العادي 2020-2021 إن بي إيه إلى 72 مباراة وبدأ في 22 ديسمبر 2020. بدأ الموسم بعد 72 يومًا فقط من انتهاء نهائيات الدوري الاميركي للمحترفين 2020، مما يجعل موسم 2020 أقصر موسم خارج الموسم في تاريخ الدوري. في وقت ما، حقق توتنهام 2020-2021 رقما قياسيا من 22 إلى 16 ؛ ومع ذلك، تعثر الفريق أسفل الامتداد  وأنهى الموسم برقم قياسي 33-39. غادر النجم لاماركوس الدريدج البالغ من العمر خمسة وثلاثين عامًا الفريق في منتصف الموسم، ووافق على الاستحواذ على العقد. وأصيب توتنهام بإطلاق النار الضعيف من ثلاث نقاط وإصابات حارس البداية ديريك وايت. ومع ذلك، قطع كيلدون جونسون وغيره من اللاعبين الشباب خطوات إيجابية على مدار الموسم. قاد DeMar DeRozan الفريق في التسجيل، بمتوسط 21.6 نقطة في المباراة الواحدة. في ختام موسم 2020-2021، أقام الدوري الاميركي للمحترفين بطولة اللعب. باعتباره المصنف العاشر في المؤتمر الغربي، شارك توتنهام في البطولة. وهزم فريق ممفيس غريزليس 100-96. كانت الخسارة هي المرة الأولى في تاريخ توتنهام التي غاب فيها الفريق عن التصفيات في موسمين متتاليين.
بعد موسم 2020-2021، تم تداول DeRozan مع شيكاغو بولز في صفقة توقيع ثاديوس يونغ والفاروق أمينو، وهو اختيار محمي من الجولة الأولى، و Bulls '2022 و 2025 اختيارات الجولة الثانية. أيضا، ترك سبير باتي ميلز الفريق في وكالة حرة  ووقع توتنهام الرامي دوغ ماكديرموت.

## المنافسات

### لوس انجيليس ليكرز

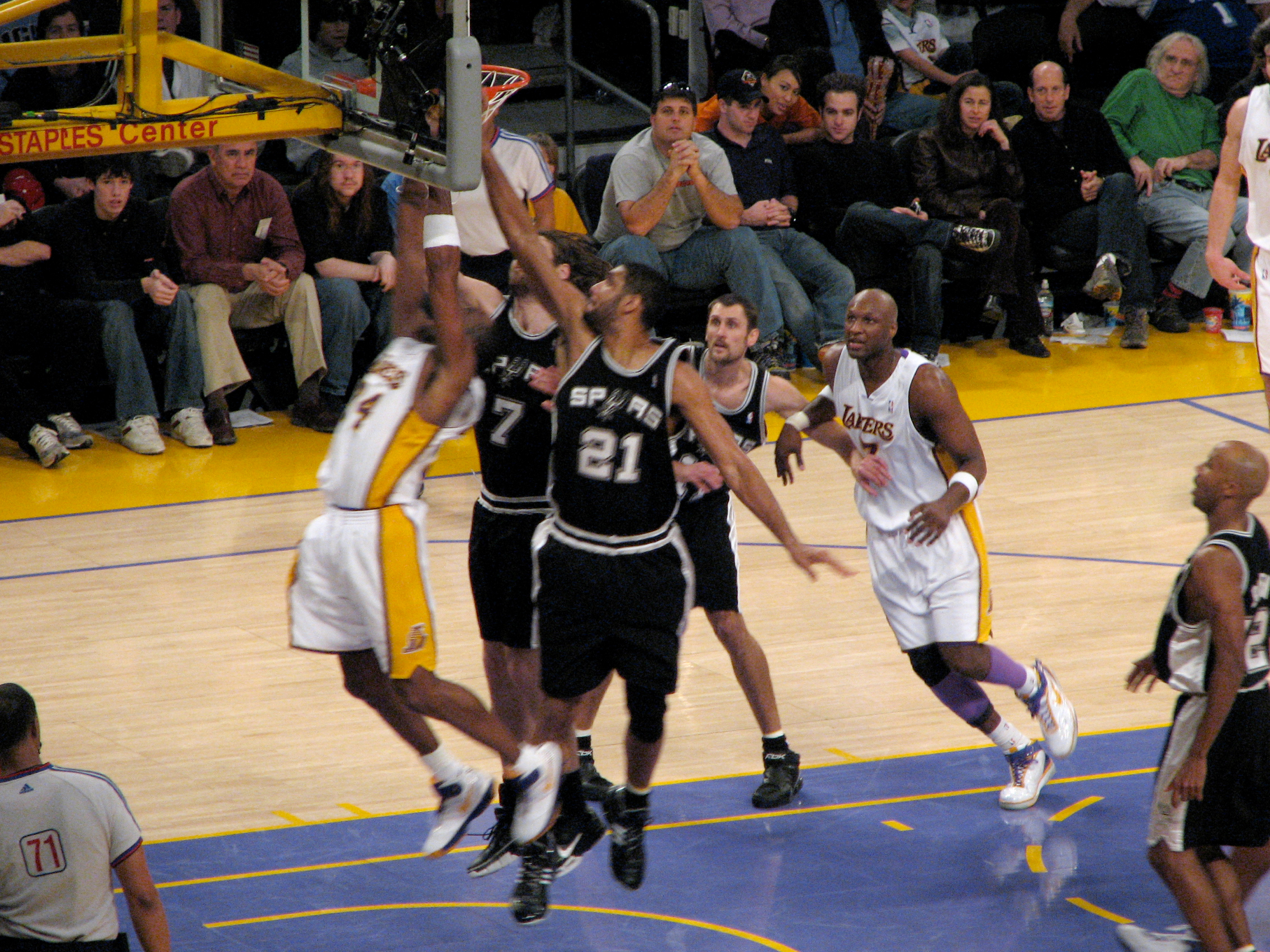
من 1999 إلى 2005، تضافرت جهود توتنهام وليكرز للفوز بسبعة ألقاب متتالية في المؤتمر الغربي.

من عام 1999 إلى عام 2004، كان التنافس بين توتنهام ولوس أنجلوس ليكرز يعتبر الأفضل في الدوري الاميركي للمحترفين.  التقى الفريقان في التصفيات خمس مرات في ستة مواسم، وتقدم أحد الفريقين إلى نهائيات الدوري الاميركي للمحترفين كل عام من 1999 إلى 2005.

### دالاس مافريكس
التنافس بين سان أنطونيو سبيرز ودالاس مافريكس يضم فريقين من أصول دالاس. اكتسح مافريكس في موسم 2012-13 من قبل توتنهام للمرة الأولى منذ موسم 1998، موسم المبتدئين تيم دنكان. في آخر مباراة لهم هذا الموسم، نجا سان أنطونيو بفوزه 95-94 على دالاس عندما ارتدت محاولة فينس كارتر عن الحافة عند الجرس. بهذا الفوز، حسم توتنهام مكانًا في الملحق للموسم السادس عشر على التوالي. حقق سان أنطونيو أيضًا 50 فوزًا للموسم الرابع عشر على التوالي، وهو أطول خط في تاريخ الدوري الاميركي للمحترفين.

### فينيكس صنز
منذ عام 1992، التقى توتنهام وفينيكس صنز 10 مرات في التصفيات، حيث فاز توتنهام بست سلاسل وفاز صنز بأربعة. من أبرز اللحظات في التنافس بينهما تسديدة القفز التي أحرزها تشارلز باركلي في تصفيات عام 1993 في المباراة النهائية في ملعب هيميس فير،[بحاجة لمصدر] ثلاثة مؤشرات ضرب ستيفون ماربوري في اللعبة 1 من الجولة الأولى من التصفيات 2003،  فحص روبرت هوري الورك على ستيف ناش في اللعبة 4 من التصفيات لعام 2007،  تيم ثلاثية مؤشرات ربط لعبة دنكان في اللعبة الأولى من الجولة الأولى لعام 2008،[بحاجة لمصدر] وثورة جوران دراغيتش بـ 23 نقطة في الربع الرابع من المباراة 3 في الدور قبل النهائي الغربي من التصفيات 2010.

### هيوستن روكتس
تجدد التنافس بين توتنهام وهيوستن روكتس في تصفيات 2017، حيث التقى الفريقان في الدور نصف النهائي من المؤتمر الغربي. كانت المباراة هي الأولى بين الفريقين في التصفيات منذ نهائيات المؤتمر الغربي عام 1995. في اللعبة الثانية من السلسلة، عانى حارس نقطة البداية توني باركر من تمزق في وتر العضلة الرباعية، مما أجبره على تفويت ما تبقى من التصفيات. في اللعبة الخامسة، أصيب المهاجم الصغير كوهي ليونارد بإصابة في كاحله الأيمن في الربع الثالث، مما أدى إلى جلوسه في الأجزاء الختامية من المباراة. على الرغم من مشاكل الإصابة، تمكن توتنهام من إرسال المباراة الخامسة إلى الوقت الإضافي. في فترة الوقت الإضافي، منع مانو جينوبيلي محاولة جيمس هاردن ذات الثلاث نقاط في الثواني الأخيرة لتأمين فوز 110-107 لتوتنهام. سيختتم توتنهام السلسلة في لعبة 6 بفوز 114-75.

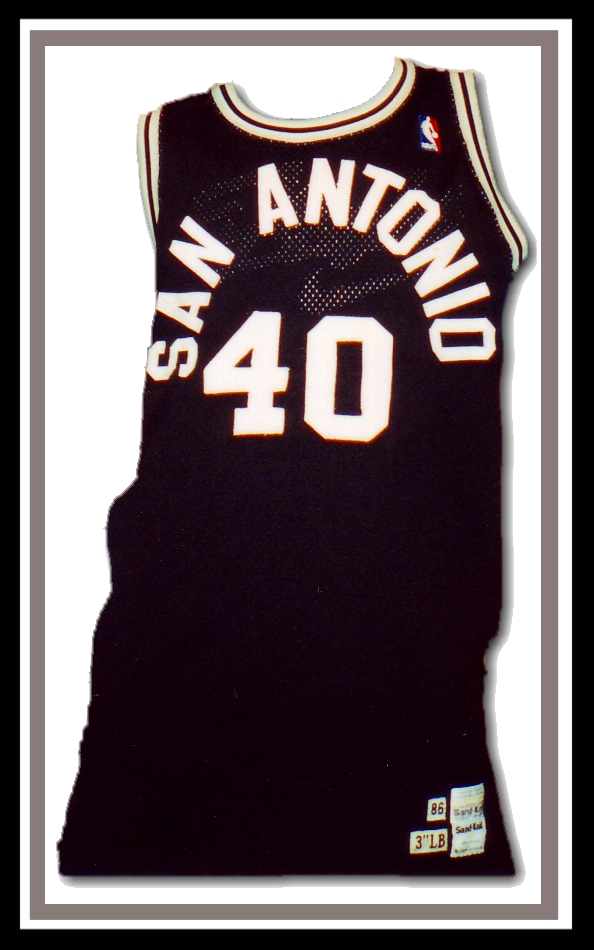
كان توتنهام يرتدي أحرفًا سوداء وبيضاء مقوسة قطريًا على زيهم خلال معظم الثمانينيات.

## الشعار والزي الرسمي

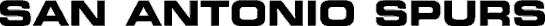
شعار كلمة سان أنطونيو سبيرز السابق

منذ أن أصبح سان أنطونيو سبيرز في عام 1973، كانت ألوان الفريق هي الأسود والفضي والأبيض. كان الشعار المميز لكلمة Spurs يوروستيل، مع استبدال الحافز المنمق بالحرف U، جزءًا من هوية الفريق منذ انتقالهم إلى سان أنطونيو. تضمن الشعار «ألوان طرف» من اللون الوردي والبرتقالي والفيروزي، والتي تم استخدامها من عام 1989 إلى عام 2002 (على الرغم من أن الزي الرسمي ظل كما هو)، والمحاذاة من مستقيم إلى مقوس بداية من موسم 2002-2003 إن بي إيه. لطالما ارتدى توتنهام الأسود على الطريق والأبيض في المنزل، باستثناء مواسم الرابطة الأمريكية لكرة السلة 1973-1976 وموسم إن بي إيه الأول عندما كان الزي المنزلي دائمًا فضيًا. حتى موسم 1988-89 في الدوري الاميركي للمحترفين، كان الزي الرسمي للطريق يحمل اسم «سان أنطونيو» في المقدمة بينما كان لباس المنزل يحمل اسم الفريق المعتمد من شعار توتنهام. من عام 1973 إلى عام 1982، كانت الحروف الرسمية للطريق سوداء مع تقليم فضي. بالإضافة إلى ذلك، من عام 1977 إلى عام 1981، ظهر شريط يشبه السرج على الجزء الخلفي من السراويل المنزلية. منذ موسم 1989-90 في الدوري الاميركي للمحترفين، ظل زي توتنهام على حاله تقريبًا، مع استخدام زي الطريق الآن لقب الفريق من شعارهم ؛ شمل تغيير طفيف إضافة تقليم آخر أسود (طريق) وأبيض (منزلي) إلى أرقام الكتل المزينة بالفضة بالفعل في موسم 2002–03. يرتدي توتنهام أحذية رياضية وجوارب سوداء على الطريق، وأحذية رياضية وجوارب بيضاء في المنزل (باستثناء ألعاب مختارة مع بدائل فضية)، وهي ممارسة بدأت في موسم 2002-2003. عندما انتقل الدوري الاميركي للمحترفين إلى أديداس ثورة 30 لموسم 2010-11، تغير توتنهام إلى قمصان برقبة V وألغى الخطوط على خط حزام الشورت. في 19 سبتمبر 2012، كشف توتنهام النقاب عن الزي الفضي البديل. في خرق للممارسة التقليدية المتمثلة في وضع اسم الفريق أو المدينة في المقدمة، يتميز الزي الرسمي الجديد لتوتنهام فقط بشعار سبير المنمق، والرقم الأسود مقلّم باللونين الأبيض والفضي في الجزء العلوي الأيمن. يوجد شعار توتنهام الأساسي فوق اسم اللاعب ورقمه على ظهره (تم استبداله بشعار الدوري الاميركي للمحترفين قبل موسم 2014-2015)، بينما توجد الأحرف الأولى من Eurostile 'SA' (لسان أنطونيو) على الساق اليسرى من السراويل القصيرة. كما تظهر خطوط جانبية سوداء وفضية وبيضاء على الزي الرسمي. يتم ارتداء الزي الرسمي لألعاب منزلية محددة. تم استخدام شكل مختلف من هذا الزي، والذي يتميز بأنماط التمويه العسكري بدلاً من الفضية المعتادة، في مباراتين في موسم 2013-14 ؛ تم استخدام نسخة ذات أكمام في الموسم التالي. تم الكشف عن نسخة أخرى، هذه المرة باللون الأسود، لموسم 2015-16. في بعض الأوقات طوال الموسم، يرتدي توتنهام قميصًا مكتوبًا عليه «لوس سبيرز» في المقدمة، تقديرًا للمشجعين اللاتينيين في الداخل وفي جميع أنحاء الولايات المتحدة وأمريكا اللاتينية. كان توتنهام (الواقع في مدينة بها عدد كبير من السكان من أصل إسباني) من أوائل فرق الدوري الاميركي للمحترفين التي ارتدت هذه القمصان ذات العلامات التجارية. في عام 2014، كانت قمصان النوم ذات أكمام. تسمى هذه الأحداث "Noches Latinas"، والتي تم إطلاقها لأول مرة خلال موسم 2006-2007 إن بي إيه، وهي جزء من حملة تسويق من أصل إسباني تُعرف باسم "éne-bé-a". ستة فرق في الدوري الاميركي للمحترفين تشارك في هذه الأحداث. كان لدى توتنهام أكبر عدد من اللاعبين من أمريكا اللاتينية وهو واحد من ثلاثة فرق فقط في الدوري الاميركي للمحترفين لديها خمسة لاعبين على الأقل في قوائمهم من أمريكا اللاتينية وإسبانيا (إذا كان أحدهم يضم بورتوريكو كجزء من أمريكا اللاتينية، على الرغم من أنها كذلك أراضي أمريكية)، والآخرون هم ممفيس جريزليس وبورتلاند تريل بليزرز. أدى التحول إلى Nike كمزود للزي الرسمي في عام 2017 إلى إلغاء تسميات الزي الرسمي «المنزلي» و «البعيد». ظلت «أيقونة» توتنهام السوداء و «البيان» الفضي وزي «الرابطة» الأبيض متطابقة مع المجموعة السابقة باستثناء شعار الشركة المصنعة والانتقال من يوروستيل إلى حروف القوالب المخصصة على اسم الفريق. كما استمروا في ارتداء الزي الرسمي المموه كجزء من إصدار «المدينة». ومع ذلك، تقاعد توتنهام من زي «سيتي» ذي الطراز المموه قبل موسم 2020-21 لصالح تصميم متأثر بعصر «فييستا» 1989-2002 للفريق. أعاد توتنهام تمثيل موضوع «العيد» لموسم 2021–22، لكنه اختلط ببعض العناصر من الزي الرسمي السابق. تميزت السراويل القصيرة بماسات الفيروز تكريماً للزي الرسمي لعصر جورج جيرفن، والشعار الموجود على الساق اليسرى يكرم دالاس تشابارالز.

### سجل موسم بعد موسم
قائمة المواسم الخمسة الأخيرة التي أكملها توتنهام. للاطلاع على تاريخ الموسم بأكمله، راجع قائمة مواسم سان أنطونيو سبيرز.
ملاحظة: GP = الألعاب التي تم لعبها، W = Wins، L = الخسارة، W – L٪ = نسبة الفوز
| موسم    | GP | دبليو | إل | W – L٪ | ينهي                   | التصفيات                              |
| 2016–17 | 82 | 61    | 21 | .744   | الأول، الجنوب الغربي   | خسر في نهائيات المؤتمر، 0-4 (ووريورز) |
| 2017-18 | 82 | 47    | 35 | .573   | الثاني، الجنوب الغربي  | خسر في الجولة الأولى، 1-4 (محارب)     |
| 2018-19 | 82 | 48    | 34 | .585   | الثاني، الجنوب الغربي  | خسر في الجولة الأولى، 3-4 (ناجتس)     |
| 2019-20 | 71 | 32    | 39 | .451   | الرابعة، الجنوب الغربي | غير مؤهل                              |
| 2020-21 | 72 | 33    | 39 | .458   | الثالثة، الجنوب الغربي | غير مؤهل                              |

## تاريخ الحلبة

### دالاس (تكساس) شابارالس
- مدرج معرض الدولة (1967-1973)
- مودي كوليسيوم (1967-1973)
- مدرج مقاطعة تارانت (1970-1971)
- مدرج بلدية لوبوك (1970-1971)

### سان انطونيو سبيرز
- ساحة هيميس فير (1973-1993)
- ألمودومي (1993-2002)
- مركز أي تي & تي (مركز ٍسي بي سي سابقًا) (2002 إلى الوقت الحاضر) [131]

## اللاعبين

### حقوق مسودة محتفظ بها
يمتلك توتنهام حقوق الدوري الاميركي للمحترفين للاعبين المذكورين في الجدول أدناه. النمط المعتاد هو السماح للاعب بالتطور في بطولات الدوري خارج الولايات المتحدة. اللاعب حر في التفاوض على العقود في بطولات الدوري الأخرى وليس ملزمًا باللعب في الدوري الاميركي للمحترفين. في بعض الأحيان، قد يكون لعقد اللاعب في الخارج شرط شراء باهظ الثمن من شأنه أن يثني توتنهام عن السعي لإحضاره. حقق توتنهام نجاحًا سابقًا في العثور على المواهب الأجنبية ؛ بعض الأمثلة على هذا النجاح تشمل اختيار مانو جينوبيلي صاحب المركز الثاني (المركز 57 في عام 1999) والأول توني باركر (المركز الثامن والعشرون بشكل عام في عام 2001)، وكلاهما أصبحا فريق أول ستارز.
| مشروع | مستدير | قطف او يقطف | لاعب               | نقاط البيع. | جنسية                     | الفريق الحالي                | ملحوظات)                                                                                         | المرجع  |
| ----- | ------ | ----------- | ------------------ | ----------- | ------------------------- | ---------------------------- | ------------------------------------------------------------------------------------------------ | ------- |
| 2011  | 2      | 59          | Ádám Hanga         | ز / واو     | المجر</img> المجر         | ريال مدريد (أسبانيا)         |                                                                                                  | [ 132 ] |
| 2007  | 2      | 58          | Georgios Printezis | F           | اليونان</img> اليونان     | أولمبياكوس (اليونان)         | تمت إعادة الاستحواذ عليها من أتلانتا هوكس (عبر تورنتو ودالاس ونيويورك وبورتلاند وأوكلاهوما سيتي) | [ 133 ] |
| 2004  | 2      | 58          | Sergei Karaulov    | ج           | أوزبكستان</img> أوزبكستان | أورالماش إكاترينبورغ (روسيا) |                                                                                                  | [ 134 ] |

### أعداد المتقاعدين
| أرقام سان أنطونيو سبيرز المتقاعدين |               |       |                                      |                |
| لا.                                | لاعب          | موقع  | فترة                                 | تاريخ          |
| 00                                 | جوني مور      | جي    | 1980-1987 </br> 1989-1990            | 20 مارس 1998   |
| 6                                  | أفيري جونسون  | جي    | 1991 </br> 1992-1993 </br> 1994-2001 | 22 ديسمبر 2007 |
| 9                                  | توني باركر    | جي    | 2001-2018                            | 11 نوفمبر 2019 |
| 12 1                               | بروس بوين     | F     | 2001-2009                            | 21 مارس 2012   |
| 13                                 | جيمس سيلاس    | جي    | 1972-1981                            | 28 فبراير 1984 |
| 20                                 | مانو جينوبيلي | جي    | 2002-2018                            | 28 مارس 2019   |
| 21                                 | تيم دنكان     | F / ج | 1997-2016                            | 18 ديسمبر 2016 |
| 32                                 | شون إليوت     | F     | 1989-1993 </br> 1994-2001            | 6 مارس 2005    |
| 44                                 | جورج جيرفين   | جي    | 1974-1985                            | 5 ديسمبر 1987  |
| 50                                 | ديفيد روبنسون | ج     | 1989-2003                            | 10 نوفمبر 2003 |

### قاعة مشاهير كرة السلة
| قاعة مشاهير كرة السلة في سان أنطونيو سبيرز | قاعة مشاهير كرة السلة في سان أنطونيو سبيرز | قاعة مشاهير كرة السلة في سان أنطونيو سبيرز | قاعة مشاهير كرة السلة في سان أنطونيو سبيرز | قاعة مشاهير كرة السلة في سان أنطونيو سبيرز |
| اللاعبين                                   | اللاعبين                                   | اللاعبين                                   | اللاعبين                                   | اللاعبين                                   |
| لا.                                        | اسم                                        | موقع                                       | فترة                                       | محرض                                       |
| ------------------------------------------ | ------------------------------------------ | ------------------------------------------ | ------------------------------------------ | ------------------------------------------ |
| 16                                         | كليف هاغان 1                               | F / G                                      | 1967-1969                                  | 1978                                       |
| 44                                         | جورج جيرفين                                | ز / واو                                    | 1974-1985                                  | 1996                                       |
| 2                                          | موسى مالون                                 | ج / واو                                    | 1994-1995                                  | 2001                                       |
| 21                                         | دومينيك ويلكينز                            | F                                          | 1996-1997                                  | 2006                                       |
| 50                                         | ديفيد روبنسون 2                            | ج                                          | 1989-2003                                  | 2009                                       |
| 53                                         | أرتيس جيلمور                               | ج                                          | 1982-1987                                  | 2011                                       |
| 10                                         | دينيس رودمان                               | F                                          | 1993-1995                                  | 2011                                       |
| 10                                         | لوي دامبير                                 | جي                                         | 1976-1979                                  | 2015                                       |
| 1                                          | تريسي ماكغريدي                             | ز / واو                                    | 2013                                       | 2017                                       |
| 10                                         | موريس تشيكس                                | جي                                         | 1989-1990                                  | 2018                                       |
| 21                                         | تيم دنكان                                  | F                                          | 1997-2016                                  | 2020                                       |
| المدربين                                   |                                            |                                            |                                            |                                            |
| اسم                                        | اسم                                        | موقع                                       | فترة                                       | محرض                                       |
| لاري براون                                 | لاري براون                                 | المدير الفني للمنتخب                       | 1988-1992                                  | 2002                                       |
| جيري تاركانيان                             | جيري تاركانيان                             | المدير الفني للمنتخب                       | 1992                                       | 2013                                       |
| المساهمون                                  |                                            |                                            |                                            |                                            |
| قطن فيتزسيمونز                             | قطن فيتزسيمونز                             | المدير الفني للمنتخب                       | 1984-1986                                  | 2021                                       |

### قاعة مشاهير الاتحاد الدولي لكرة السلة
| قاعة مشاهير سان أنطونيو سبيرز | قاعة مشاهير سان أنطونيو سبيرز | قاعة مشاهير سان أنطونيو سبيرز | قاعة مشاهير سان أنطونيو سبيرز | قاعة مشاهير سان أنطونيو سبيرز |
| اللاعبين                      | اللاعبين                      | اللاعبين                      | اللاعبين                      | اللاعبين                      |
| لا.                           | اسم                           | موقع                          | فترة                          | محرض                          |
| ----------------------------- | ----------------------------- | ----------------------------- | ----------------------------- | ----------------------------- |
| 50                            | ديفيد روبنسون 1               | ج                             | 1989-2003                     | 2013                          |
| 10                            | أندرو جيز                     | جي                            | 1999                          | 2013                          |
| 7                             | فابريسيو أوبيرتو              | ج                             | 2005-2009                     | 2019                          |
| المدربين                      |                               |                               |                               |                               |
| اسم                           | اسم                           | موقع                          | فترة                          | محرض                          |
| إيتوري ميسينا                 | إيتوري ميسينا                 | مساعد مدرب                    | 2014-2019                     | 2021                          |

## وصلات خارجية
- الموقع الرسمي
- سان أنطونيو سبرز